# Liste des TGV
Cette page est une annexe de l'article « TGV ».
 (juillet 2023).
Si vous disposez d'ouvrages ou d'articles de référence ou si vous connaissez des sites web de qualité traitant du thème abordé ici, merci de compléter l'article en donnant les références utiles à sa vérifiabilité et en les liant à la section « Notes et références ».
Cette liste recense les éléments du parc de TGV, matériel roulant de la Société nationale des chemins de fer français (SNCF).

## Rames 100
La série 100 correspond aux rames de TGV Sud-Est.
| Rame | Motrices    | Mise en service                                                        | Radiation ou remarque                                                      | Livrée                                             | STF                      | Baptême                                             |
| ---- | ----------- | ---------------------------------------------------------------------- | -------------------------------------------------------------------------- | -------------------------------------------------- | ------------------------ | --------------------------------------------------- |
| 01   | 23001 23002 | 7 août 1978                                                            | 3 mars 2021                                                                | Orange / Atlantique / Carmillon                    | STF TGV Nord             | Cannes (11 mai 1991)                                |
| 02   | 23003 23004 | 4 mars 1978                                                            | 22 janvier 2019                                                            | Carmillon                                          | STF TGV                  | Marseille (8 octobre 1983)                          |
| 03   | 23005 23006 | 25 avril 1980                                                          | 8 janvier 2020                                                             | Carmillon                                          | STF TGV Nord             | Belfort (21 janvier 1982)                           |
| 04   | 23007 23008 | 8 février 1980                                                         | 16 janvier 2020                                                            | Carmillon                                          | STF TGV Nord             | Rambouillet (16 mai 1981)                           |
| 05   | 23009 23010 | 10 mars 1980                                                           | 14 janvier 2019                                                            | Carmillon                                          | STF TGV                  | Ris-Orangis (15 janvier 1983)                       |
| 06   | 23011 23012 | 29 mars 1980                                                           | 7 février 2020                                                             | Carmillon                                          | STF TGV Nord             | Frasne (12 septembre 1981)                          |
| 07   | 23013 23014 | 25 avril 1980                                                          | 20 janvier 2020                                                            | Carmillon                                          | STF TGV Nord             | Conflans-Sainte-Honorine (14 novembre 1981)         |
| 08   | 23015 23016 | 9 juin 1980                                                            | 11 mars 2020                                                               | Carmillon                                          | STF TGV Nord             | Rouen (25 mai 1981)                                 |
| 09   | 23017 23187 | 017/018 : 9 juin 1980 ; 187 : 30 septembre 1985                        | 018 : 25 octobre 2013 ; 017/187 + R : 3 décembre 2019                      | Carmillon                                          | STF TGV Nord             | Vincennes (28 novembre 1981)                        |
| 10   | 23019 23020 | 10 juillet 1980                                                        | 27 novembre 2013                                                           | Atlantique                                         | STF TGV Nord             | Hayange (11 novembre 1981)                          |
| 11   | 23021 23022 | 23 juillet 1980                                                        | 18 décembre 2018                                                           | Carmillon                                          | STF TGV                  | Nîmes (20 avril 1982)                               |
| 12   | 23023 23024 | 25 juillet 1980                                                        | 11 mars 2020                                                               | Carmillon                                          | STF TGV Nord             | Le Havre (19 septembre 1981)                        |
| 13   | 23025 23026 | 1er septembre 1980                                                     | 19 mars 2021                                                               | Carmillon                                          | STF TGV Nord             | Ablon-sur-Seine (23 mai 1981)                       |
| 14   | 23027 23028 | 10 octobre 1980                                                        | 19 mars 2021                                                               | Carmillon                                          | STF TGV Nord             | Montpellier (10 juillet 1981)                       |
| 15   | 23029 23030 | 23 octobre 1980                                                        | 6 janvier 2021                                                             | Carmillon                                          | STF TGV                  | Pau (23 juin 1981)                                  |
| 16   | 23031 23032 | 15 novembre 1980                                                       | 18 décembre 2018                                                           | Orange / Carmillon                                 | STF TGV                  | Lyon (29 mai 1981)                                  |
| 17   | 23033 23034 | 7 novembre 1980                                                        | 22 janvier 2020                                                            | Carmillon                                          | STF TGV Nord             | Tergnier (16 mai 1981)                              |
| 18   | 23035 23036 | 25 novembre 1980                                                       | 30 janvier 2019                                                            | Carmillon                                          | STF TGV                  | Le Creusot (18 septembre 1981)                      |
| 19   | 23037 23038 | 8 décembre 1980                                                        | 10 septembre 2020                                                          | Carmillon                                          | STF TGV Nord             | Saint-Amand-les-Eaux (24 avril 1982)                |
| 20   | 23039 23040 | M (et R d'origine*) : 31 déc. 1980 ; R actuelles : ex-rame 59          | R d'origine* : octobre 2016 ; rame recomposée : 8 janvier 2019             | * : AtlantiqueCarmillon                            | STF TGV                  | Colmar (21 novembre 1981)                           |
| 21   | 23041 23042 | 22 janvier 1981                                                        | 22 janvier 2019                                                            | Carmillon                                          | STF TGV                  | Dijon (27 juillet 1981)                             |
| 22   | 23043 23044 | 18 février 1981                                                        | 13 mars 2014                                                               | Atlantique                                         | STF TGV Nord             | Valenciennes (15 mai 1982)                          |
| 23   | 23045 23082 | 045/046 : 7 avril 1981 ; 082 : 24 décembre 1981                        | 046 : 29 avril 2019 ; 045/082 + R : 13 janvier 2020                        | Carmillon                                          | STF TGV Nord             | Montbard (5 septembre 1981)                         |
| 24   | 23047 23048 | 7 avril 1981                                                           | 18 décembre 2018                                                           | Carmillon                                          | STF TGV                  | Alfortville (9 janvier 1982)                        |
| 25   | 23049 23050 | 7 avril 1981                                                           | 29 avril 2019                                                              | Carmillon                                          | STF TGV                  | Besançon (9 octobre 1982)                           |
| 26   | 23051 23052 | 7 avril 1981                                                           | 23 avril 2014                                                              | Atlantique                                         | STF TGV                  | Saint-Étienne (19 septembre 1981)                   |
| 27   | 23053 23054 | 15 avril 1981                                                          | 17 janvier 2019                                                            | Carmillon                                          | STF TGV                  | Mâcon (19 septembre 1981)                           |
| 28   | 23055 23056 | 8 mai 1981                                                             | 27 novembre 2013                                                           | Atlantique                                         | STF TGV                  | Montélimar (18 septembre 1982)                      |
| 29   | 23057 23058 | 21 septembre 1981                                                      | 19 décembre 2014                                                           | Atlantique                                         | STF TGV                  | Villeneuve-Saint-Georges (27 février 1982)          |
| 30   | 23059 23060 | 7 octobre 1981                                                         | 28 novembre 2013                                                           | Atlantique                                         | STF TGV                  | Lille (27 juin 1982)                                |
| 31   | 23061 23062 | 24 octobre 1981                                                        | 7 février 2020                                                             | Carmillon                                          | STF TGV Nord             | Combs-la-Ville (6 mars 1982)                        |
| 32   | 23063 23064 | 20 novembre 1981                                                       | 27 novembre 2013                                                           | Atlantique                                         | STF TGV                  | Maisons-Alfort (20 mars 1982)                       |
| 33   | 23065 23066 | 9 juin 1981                                                            | 22 septembre 2012                                                          | Atlantique                                         | STF TGV                  | Fécamp (26 janvier 1982)                            |
| 34   | 23067 23068 | 17 juin 1981                                                           | 19 décembre 2014                                                           | Atlantique                                         | STF TGV                  | Dunkerque (13 mars 1982)                            |
| 35   | 23069 23070 | 8 septembre 1981                                                       | 19 décembre 2014                                                           | Atlantique                                         | STF TGV                  | Grenoble (1er juin 1985)                            |
| 36   | 23071 23072 | 31 juillet 1981                                                        | 071 : 16 décembre 2016 ; 072 + R : 16 juin 2015                            | Atlantique                                         | STF TGV                  | Seine-Saint-Denis (24 novembre 1984)                |
| 37   | 23073 23074 | 28 août 1981                                                           | 21 août 2014                                                               | Atlantique                                         | STF TGV                  | Saint-Germain-en-Laye (17 avril 1982)               |
| 38   | 23075 23076 | 21 septembre 1981                                                      | transformée en TGV postal (23 septembre 1993)                              | Orange                                             | Paris Sud-Est            | Ex-Cannes (11 mai 1988)                             |
| 39   | 23077 23078 | 10 novembre 1981                                                       | 7 décembre 2020                                                            | Carmillon                                          | STF TGV Nord             | Thonon-les-Bains / Évian-les-Bains (4 juillet 1982) |
| 40   | 23079 23080 | 15 décembre 1981                                                       | 8 janvier 2020                                                             | Carmillon                                          | STF TGV Nord             | Versailles (8 mai 1982)                             |
| 41   | 23081 23082 | 24 décembre 1981                                                       | 081 + R : 29 avril 2019 ; 082 : transférée sur la rame 23                  | Carmillon                                          | STF TGV Nord             | Villiers-le-Bel (16 octobre 1982)                   |
| 42   | 23083 23084 | 24 décembre 1981                                                       | 16 janvier 2020                                                            | Carmillon                                          | STF TGV Nord             | Chambéry (10 septembre 1982)                        |
| 43   | 23085 23086 | 7 janvier 1982                                                         | 27 novembre 2013                                                           | Atlantique                                         | STF TGV                  | Aix-les-Bains (25 septembre 1982)                   |
| 44   | 23087 23088 | 22 janvier 1982                                                        | 8 janvier 2019                                                             | Carmillon                                          | STF TGV                  | Clermont-Ferrand (25 septembre 1982)                |
| 45   | 23089 23090 | 10 février 1982                                                        | 17 janvier 2019                                                            | Carmillon                                          | STF TGV                  | Valence (2 octobre 1982)                            |
| 46   | 23091 23092 | 17 mars 1982                                                           | 091 : transférée sur la rame 60 ; 092 + R : 16 novembre 2009               | Atlantique                                         | Paris Sud-Est            | Contrexéville (6 novembre 1982)                     |
| 47   | 23093 23094 | 26 février 1982                                                        | 12 décembre 2013                                                           | Atlantique                                         | STF TGV                  | Nancy (30 octobre 1982)                             |
| 48   | 23095 23096 | 17 mars 1982                                                           | 7 mai 2014                                                                 | Atlantique                                         | STF TGV                  | Comté de Nice (19 décembre 1982)                    |
| 49   | 23097 23098 | 19 mars 1982                                                           | 4 décembre 2014                                                            | Atlantique                                         | STF TGV                  | Rennes (20 novembre 1982)                           |
| 50   | 23099 23100 | 4 août 1982                                                            | 29 décembre 2014                                                           | Atlantique                                         | STF TGV                  | Beauvais (27 novembre 1982)                         |
| 51   | 23101 23102 | 16 avril 1982                                                          | 17 décembre 2014                                                           | Atlantique                                         | STF TGV                  | Givors / Grigny-Badan (13 novembre 1982)            |
| 52   | 23103 23104 | 26 avril 1982                                                          | 25 septembre 2014                                                          | Atlantique                                         | STF TGV                  | Genève (20 octobre 1982)                            |
| 53   | 23105 23106 | 7 mai 1982                                                             | 18 septembre 2013                                                          | Atlantique                                         | STF TGV                  | Le Puy-en-Velay (22 janvier 1982)                   |
| 54   | 23107 23108 | 26 mai 1982                                                            | 5 août 2014                                                                | Atlantique                                         | STF TGV                  | Chagny (29 janvier 1983)                            |
| 55   | 23109 23110 | 11 juin 1982                                                           | 21 août 2014                                                               | Atlantique                                         | STF TGV                  | Denain (11 décembre 1982)                           |
| 56   | 23111 23112 | 22 juin 1982                                                           | 30 décembre 2014                                                           | Atlantique                                         | STF TGV                  | Annecy (8 janvier 1983)                             |
| 57   | 23113 23114 | 3 juillet 1982                                                         | 5 avril 2016                                                               | Atlantique                                         | STF TGV Nord             | Bourg-en-Bresse (30 avril 1983)                     |
| 58   | 23115 23116 | 18 août 1982                                                           | 5 août 2014                                                                | Atlantique                                         | STF TGV                  | Oullins (7 mai 1983)                                |
| 59   | 23117 23118 | 9 septembre 1982                                                       | 117 : 6 janvier 2021 ; 118 : 16 juin 2015 ; R : transférées sur la rame 20 | Carmillon                                          | STF TGV                  | Hautmont (18 juin 1983)                             |
| 60   | 23091 23120 | 091 : 17 mars 1982 ; 119 : 20 septembre 1982 ; 120 : 10 septembre 1982 | 119* : 26 novembre 2015 ; 091/120 + R : 19 mars 2021                       | * : AtlantiqueCarmillon                            | * : STF TGV STF TGV Nord | Langeac (14 mai 1983)                               |
| 61   | 23121 23122 | 30 septembre 1982                                                      | 22 septembre 2012                                                          | Atlantique                                         | STF TGV                  | Fontainebleau (4 juin 1983)                         |
| 62   | 23123 23124 | 19 octobre 1982                                                        | 17 décembre 2014                                                           | Atlantique                                         | STF TGV                  | Toulouse (11 juin 1983)                             |
| 63   | 23125 23126 | 4 novembre 1982                                                        | 2 septembre 2014                                                           | Atlantique                                         | STF TGV                  | Villeurbanne (17 mars 1984)                         |
| 64   | 23127 23128 | 18 novembre 1982                                                       | 30 janvier 2019                                                            | Carmillon                                          | STF TGV                  | Dole (10 septembre 1983)                            |
| 65   | 23129 23130 | 3 décembre 1982                                                        | 21 janvier 2016                                                            | Ex. rame expo Atlantique / Les Secrets du Chocolat | STF TGV Nord             | Sète (13 août 1983)                                 |
| 66   | 23131 23132 | 17 décembre 1982                                                       | 30 janvier 2014                                                            | Atlantique                                         | STF TGV                  | Avignon (26 novembre 1983)                          |
| 67   | 23133 23134 | 29 décembre 1982                                                       | 28 octobre 2014                                                            | Atlantique                                         | STF TGV                  | Bellegarde-sur-Valserine (1er octobre 1983)         |
| 68   | 23135 23136 | 21 janvier 1983                                                        | 22 décembre 2015                                                           | Atlantique                                         | STF TGV Nord             | Modane (5 novembre 1983)                            |
| 69   | 23137 23138 | 7 février 1983                                                         | 5 août 2014                                                                | Atlantique                                         | STF TGV                  | Vichy (19 mai 1984)                                 |
| 70   | 23139 23140 | 4 mars 1983                                                            | 139 + R : 10 mars 1989 ; 140 : 25 novembre 2015                            | Orange Atlantique                                  | Paris Sud-Est STF TGV    | Melun (19 mai 1984)                                 |
| 71   | 23141 23142 | 16 mars 1983                                                           | 30 décembre 2015                                                           | Atlantique                                         | STF TGV Nord             | Brunoy (2 juin 1984)                                |
| 72   | 23143 23144 | 31 mars 1983                                                           | 2 avril 2014                                                               | Atlantique                                         | STF TGV Nord             | Cahors (23 juin 1984)                               |
| 73   | 23145 23146 | 8 avril 1983                                                           | 28 octobre 2014                                                            | Atlantique                                         | STF TGV                  | Charenton-le-Pont (15 septembre 1984)               |
| 74   | 23147 23148 | 27 avril 1983                                                          | 14 janvier 2019                                                            | Carmillon                                          | STF TGV                  | Port-Lesney / Arbois / Mouchard (9 juin 1984)       |
| 75   | 23149 23150 | 11 mai 1983                                                            | 8 décembre 2015                                                            | Atlantique                                         | STF TGV Nord             | Vittel (23 juin 1990)                               |
| 76   | 23151 23152 | 27 mai 1983                                                            | 30 décembre 2014                                                           | Atlantique                                         | STF TGV                  | Pontarlier (7 juillet 1984)                         |
| 77   | 23153 23154 | 10 juin 1983                                                           | 26 août 2015                                                               | Atlantique                                         | STF TGV                  | Nuits-Saint-Georges (21 juillet 1984)               |
| 78   | 23155 23156 | 30 juin 1983                                                           | 30 décembre 2014                                                           | Atlantique                                         | STF TGV Nord             | Culoz (21 octobre 1984)                             |
| 79   | 23157 23158 | 1er juillet 1983                                                       | 21 mars 2014                                                               | Atlantique                                         | STF TGV Nord             | Annemasse (15 décembre 1984)                        |
| 80   | 23159 23160 | 26 août 1983                                                           | 31 décembre 2016                                                           | Atlantique                                         | STF TGV Nord             | Toulon (23 mai 1984)                                |
| 81   | 23161 23162 | 19 septembre 1983                                                      | 30 décembre 2014                                                           | Atlantique                                         | STF TGV Nord             | Tonnerre (25 août 1984)                             |
| 82   | 23163 23164 | 27 janvier 1984(nouvelle rame)                                         | 22 décembre 2015                                                           | Atlantique                                         | STF TGV Nord             | Trappes (6 octobre 1984)                            |
| 83   | 23165 23166 | 9 février 1984                                                         | 30 décembre 2015                                                           | Atlantique                                         | STF TGV Nord             | Moissy-Cramayel (12 octobre 1984)                   |
| 84   | 23167 23168 | 24 février 1984                                                        | 8 septembre 2017                                                           | Atlantique                                         | STF TGV Nord             | Dieppe (17 novembre 1984)                           |
| 85   | 23169 23170 | 16 mars 1984                                                           | 28 octobre 2016                                                            | Atlantique                                         | STF TGV Nord             | Beaune (24 novembre 1984)                           |
| 86   | 23171 23172 | 23 mars 1984                                                           | 5 août 2014                                                                | Atlantique                                         | STF TGV Nord             | Montluçon (8 décembre 1984)                         |
| 87   | 23173 23174 | 30 mars 1984                                                           | 30 décembre 2014                                                           | Atlantique                                         | STF TGV Nord             | Montchanin (10 novembre 1984)                       |
| 88   | 23175 23176 | 1er novembre 1985                                                      | transformée en rame 118 (1er mars 1989)                                    | Orange                                             | Paris Sud-Est            | /                                                   |
| 89   | 23177 23178 | 177 : 27 août 1984 ; 178 : 27 septembre 1984                           | 31 décembre 2016                                                           | Atlantique                                         | STF TGV Nord             | Lons-le-Saunier (5 septembre 1995)                  |
| 90   | 23179 23180 | 22 juillet 1986                                                        | 30 décembre 2014                                                           | Atlantique                                         | STF TGV Nord             | Épinal (20 juin 1987)                               |
| 91   | 23181 23182 | 30 janvier 1985                                                        | 28 juillet 2016                                                            | Atlantique                                         | STF TGV Nord             | Mulhouse (27 septembre 1986)                        |
| 92   | 23183 23184 | 29 octobre 1985                                                        | 28 octobre 2016                                                            | Atlantique                                         | STF TGV Nord             | Noyon (27 juin 1987)                                |
| 93   | 23185 23186 | 22 novembre 1985                                                       | 28 juillet 2016                                                            | Atlantique                                         | STF TGV Nord             | Sens (21 novembre 1987)                             |
| 94   | 23187 23188 | 30 septembre 1985                                                      | 187 : transférée sur la rame 09 ; 188 + R : 25 octobre 2013                | Atlantique                                         | STF TGV Nord             | Les-Arcs-en-Provence (11 juin 1988)                 |
| 95   | 23189 23190 | 189 : 20 juin 1986 ; 190 : 30 septembre 1985                           | 8 décembre 2015                                                            | Atlantique                                         | STF TGV Nord             | Saint-Raphaël (5 décembre 1987)                     |
| 96   | 23191 23192 | 191 : 30 septembre 1985 ; 192 : 20 juin 1986                           | 30 décembre 2015                                                           | Atlantique                                         | STF TGV Nord             | Monte-Carlo (30 janvier 1988)                       |
| 97   | 23193 23194 | 29 mai 1986                                                            | 30 décembre 2015                                                           | Atlantique                                         | STF TGV Nord             | Corbeil-Essonnes (8 septembre 1990)                 |
| 98   | 23195 23196 | 1er juillet 1986                                                       | 11 décembre 2017                                                           | Atlantique                                         | STF TGV Nord             | Albertville (6 mai 1989)                            |
| 100  | 23199 23200 | 13 avril 1984                                                          | 29 décembre 2014                                                           | Atlantique                                         | STF TGV                  | Saint-Gervais-les-Bains (20 avril 1985)             |
| 101  | 23201 23202 | 30 mai 1984                                                            | 20 septembre 2017                                                          | Atlantique                                         | STF TGV Nord             | Bourg-Saint-Maurice (31 mai 1986)                   |
| 102  | 23203 23204 | 29 juin 1984                                                           | 30 décembre 2014                                                           | Atlantique                                         | STF TGV                  | Vigneux-sur-Seine (18 octobre 1986)                 |
| 110  | 33001 33002 | 31 juillet 1981(ex-première rame 82)                                   | 20 décembre 2012                                                           | Lyria                                              | STF TGV                  | Pays de Vaud (19 janvier 1984)                      |
| 111  | 33003 33004 | 14 octobre 1983                                                        | 20 décembre 2012                                                           | Lyria                                              | STF TGV                  | Suresnes (20 mai 1990)                              |
| 112  | 33005 33006 | 27 octobre 1983                                                        | 8 février 2013                                                             | Lyria                                              | STF TGV                  | Lausanne (14 juin 1984)                             |
| 113  | 33007 33008 | 17 novembre 1983                                                       | 20 décembre 2012                                                           | Lyria                                              | STF TGV                  | Neuchâtel (29 mai 1987)                             |
| 114  | 33009 33010 | 1er décembre 1983                                                      | 8 février 2013                                                             | Lyria                                              | STF TGV                  | Cluses (16 juin 1990)                               |
| 115  | 33011 33012 | 14 décembre 1983                                                       | 20 décembre 2012                                                           | Lyria                                              | STF TGV                  | Zurich (27 septembre 1997)                          |
| 116  | 33013 33014 | 30 décembre 1985                                                       | 20 décembre 2013                                                           | Lyria                                              | STF TGV                  | Valais (7 septembre 1993)                           |
| 117  | 33015 33016 | 22 novembre 1985                                                       | 20 décembre 2013                                                           | Lyria                                              | STF TGV                  | Berne (27 octobre 1987)                             |
| 118  | 33017 33018 | 1er mars 1989(ex-rame 88)                                              | 20 décembre 2013                                                           | Lyria                                              | STF TGV                  | Bischheim (16 mai 1987)                             |

## Rames 200
La série 200 correspond aux rames de TGV Duplex de première génération.
| Rame | Motrices  | Mise en service                            | Radiation ou remarque | Livrée        | STF titulaire      | Baptême                           |
| ---- | --------- | ------------------------------------------ | --- | ------------- | ------------------ | --------------------------------- |
| 201  | 29001/002 | 8 février 1995                             | Roger Tallon (Prévu pour Océane Like) | Carmillon     | STF TGV 2N         |                                   |
| 202  | 29003/004 | 9 août 1996                                | Roger Tallon (Prévu pour Océane Like) | Carmillon     | STF TGV 2N         |                                   |
| 203  | 29005/006 | 25 septembre 1996                          | Roger Tallon (Prévu pour Océane Like) | Carmillon     | STF TGV 2N         |                                   |
| 204  | 29007/008 | 25 octobre 1996                            | Roger Tallon (Prévu pour Océane Like) | Carmillon     | STF TGV Nord       |                                   |
| 205  | 29009/010 | 20 novembre 1996                           | Roger Tallon (Prévu pour Océane Like) | Carmillon     | STF TGV Nord       |                                   |
| 206  | 29011/012 | 24 décembre 1996                           | Roger Tallon (Prévu pour Océane Like) | Carmillon     | STF TGV 2N         |                                   |
| 207  | 29013/014 | 13 février 1997                            | Roger Tallon (Prévu pour Océane Like) | Carmillon     | STF TGV Nord       |                                   |
| 208  | 29015/016 | 13 février 1997                            | Roger Tallon (Prévu pour Océane Like) | Carmillon     | STF TGV Nord       |                                   |
| 209  | 29017/018 | 28 février 1997                            | Roger Tallon (Prévu pour Océane Like) | Carmillon     | STF TGV Nord       |                                   |
| 210  | 29019/020 | 10 mars 1997                               | Roger Tallon (Prévu pour Océane Like) | Carmillon     | STF TGV Nord       |                                   |
| 211  | 29021/022 | 25 mars 1997                               | Roger Tallon (Prévu pour Océane Like) | Carmillon     | STF TGV Nord       |                                   |
| 212  | 29023/024 | 11 avril 1997                              | Roger Tallon (Prévu pour Océane Like) | Carmillon     | STF TGV Nord       |                                   |
| 213  | 29025/026 | 4 avril 1997                               | Roger Tallon (Prévu pour Océane Like) | Carmillon     | STF TGV Nord       |                                   |
| 214  | 29027/028 | 3 juin 1997                                | Roger Tallon (Prévu pour Océane Like) | Carmillon     | STF TGV Nord       |                                   |
| 215  | 29029/030 | 6 juin 1997                                | Roger Tallon (Prévu pour Océane Like) | Carmillon     | STF TGV Nord       |                                   |
| 216  | 29031/032 | 3 juillet 1997                             | Roger Tallon (Prévu pour Océane Like) | Carmillon     | STF TGV Nord       |                                   |
| 217  | 29033/034 | 10 juillet 1997                            | Roger Tallon (Prévu pour Océane Like) | Carmillon     | STF TGV Nord       |                                   |
| 218  | 29035/036 | 18 août 1997                               | Roger Tallon (Prévu pour Océane Like) | Carmillon     | STF TGV Nord       |                                   |
| 219  | 29037/038 | 11 septembre 1997                          | devenue 292 (motrices) et 762 (remorques), le 28 novembre 2012 | Atlantique    | STF TGV 2N         |                                   |
| 220  | 29039/040 | 27 octobre 1997                            | devenue 290 (motrices) et 760 (remorques), le 8 octobre 2012 | Atlantique    | STF TGV 2N         |                                   |
| 221  | 29041/042 | 14 novembre 1997                           | devenue 291 (motrices) et 761 (remorques), le 9 octobre 2012 | Atlantique    | STF TGV 2N         |                                   |
| 222  | 29043/044 | 12 décembre 1997                           | devenue 293 (motrices) et 763 (remorques), le 28 novembre 2012 | Atlantique    | STF TGV 2N         |                                   |
| 223  | 29045/046 | 9 février 1998                             | Roger Tallon (Prévu pour Océane Like) | Carmillon     | STF TGV Nord       |                                   |
| 224  | 29047/048 | 2 mars 1998                                | Roger Tallon (Prévu pour Océane Like) | Carmillon     | STF TGV Nord       |                                   |
| 225  | 29049/050 | 24 mars 1998                               | Roger Tallon (Prévu pour Océane Like) | Carmillon     | STF TGV Nord       |                                   |
| 226  | 29051/052 | 6 avril 1998                               | Roger Tallon (Prévu pour Océane Like) | Carmillon     | STF TGV 2N         |                                   |
| 227  | 29053/054 | 11 mai 1998                                | devenue 297 (motrices) et 767 (remorques), en juillet 2017 | Atlantique    | STF TGV 2N         | L'Yonne (8 juin 1998)             |
| 228  | 29055/056 | 15 juin 1998                               | devenue 296 (motrices) et 766 (remorques), en septembre 2016 | Atlantique    | STF TGV 2N         |                                   |
| 229  | 29057/058 | 8 juillet 1998                             | devenue 295 (motrices) et 764 (remorques), en juin 2016 | Atlantique    | STF TGV 2N         |                                   |
| 230  | 29059/060 | 31 août 1998                               | devenue 294 (motrices) et 765 (remorques), en mai 2016 | Atlantique    | STF TGV 2N         |                                   |
| 231  | 29061/062 | 9 octobre 2001                             | Néo Duplex devenue 768 (remorques) / ex-rame 729 (remorques de remplacement) | Carmillon     | STF TGV 2N         |                                   |
| 232  | 29063/064 | 17 décembre 2001                           | Néo Duplex devenue 769 (remorques) / ex-rame 730 (remorques de remplacement) | Carmillon     | STF TGV 2N         |                                   |
| 233  | 29065/066 | 29 janvier 2002                            | Néo Duplex devenue 770 (remorques) / ex-rame 731 (remorques de remplacement) | Carmillon     | STF TGV 2N         |                                   |
| 234  | 29067/068 | 7 mars 2002                                | Néo Duplex devenue 771 (remorques) / ex-rame 732 (remorques de remplacement) | Carmillon     | STF TGV 2N         |                                   |
| 235  | 29069/070 | 29 mars 2002                               | Néo Duplex devenue 772 (remorques) / ex-rame 733 (remorques de remplacement) | Carmillon     | STF TGV 2N         |                                   |
| 236  | 29071/072 | 7 mai 2002                                 | Néo Duplex devenue 773 (remorques) / ex-rame 734 (remorques de remplacement) | Carmillon     | STF TGV 2N         |                                   |
| 237  | 29073/074 | 28 juin 2002                               | Néo Duplex devenue 774 (remorques) / ex-rame 735 (remorques de remplacement) | Carmillon     | STF TGV 2N         |                                   |
| 238  | 29075/076 | 16 août 2002                               | Néo Duplex devenue 775 (remorques) / ex-rame 736 (remorques de remplacement) | Carmillon     | STF TGV 2N         |                                   |
| 239  | 29077/078 | 11 septembre 2002                          | Néo Duplex devenue 776 (remorques) / ex-rame 737 (remorques de remplacement) | Carmillon     | STF TGV 2N         |                                   |
| 240  | 29079/080 | 3 octobre 2002                             | Néo Duplex devenue 777 (remorques) / ex-rame 741 (remorques de remplacement) | Carmillon     | STF TGV 2N         |                                   |
| 241  | 29081/082 | 18 octobre 2002                            | Roger Tallon (Prévu pour Océane Like) | Carmillon     | STF TGV 2N         |                                   |
| 242  | 29083/084 | 15 novembre 2002                           | Néo Duplex devenue 778 (remorques) / ex-rame 738 (remorques de remplacement) | Carmillon     | STF TGV 2N         |                                   |
| 243  | 29085/086 | 20 décembre 2002                           | Néo Duplex devenue 779 (remorques) / ex-rame 739 (remorques de remplacement) | Carmillon     | STF TGV 2N         |                                   |
| 244  | 29087/088 | 17 janvier 2003                            | Néo Duplex devenue 780 (remorques) / ex-rame 740 (remorques de remplacement) | Carmillon     | STF TGV 2N         |                                   |
| 245  | 29089/090 | 28 janvier 2003                            | Néo Duplex devenue 781 (remorques) / ex-rame 742 (remorques de remplacement) | Carmillon     | STF TGV 2N         |                                   |
| 246  | 29091/092 | 14 février 2003                            | Néo Duplex devenue 782 (remorques) / ex-rame 743 (remorques de remplacement) | Carmillon     | STF TGV 2N         |                                   |
| 247  | 29093/094 | 3 mars 2003                                | Néo Duplex devenue 783 (remorques) / ex-rame 749 (remorques de remplacement) | Carmillon     | STF TGV 2N         |                                   |
| 248  | 29095/096 | 28 mars 2003                               | Néo Duplex devenue 784 (remorques) / ex-rame 705 (remorques de remplacement) Prévu Océane like | Carmillon     | STF TGV 2N         |                                   |
| 249  | 29097/098 | 11 avril 2003                              | Néo Duplex devenue 785 (remorques) / ex-rame 704 (remorques de remplacement) Prévu Océane like | Carmillon     | STF TGV 2N         |                                   |
| 250  | 29099/100 | 16 mai 2003                                | Néo Duplex devenue 786 (remorques) / ex-rame 703 (remorques de remplacement) Prévu Océane like | Carmillon     | STF TGV 2N         |                                   |
| 251  | 29101/102 | 6 juin 2003                                | Néo Duplex devenue 787 (remorques) / ex-rame 702 (remorques de remplacement) Rénovée en "Océane Like" en 2025 Ex Néo Duplex | Carmillon     | STF TGV 2N         |                                   |
| 252  | 29103/104 | 27 juin 2003                               | Néo Duplex devenue 788 (remorques) / ex-rame 701 (remorques de remplacement) Rénovée en "Océane Like" en 2025 Ex Néo Duplex | Carmillon     | STF TGV 2N         |                                   |
| 253  | 29105/106 | 30 juillet 2003                            | Néo Duplex devenue 789 (remorques)/ex-rame 748 (remorques de remplacement) | Carmillon     | STF TGV 2N         |                                   |
| 254  | 29107/108 | 14 août 2003                               | Néo Duplex devenue 790 (remorques)/ex-rame 747 (remorques de remplacement) | Carmillon     | STF TGV 2N         |                                   |
| 255  | 29109/110 | 26 septembre 2003                          | 29109 : motrice de réserve (intégrée à la rame 290) ; motrice 29110 : incendie le 10 janvier 2009, radiée le 9 février 2017 ; devenue 750 (remorques), le 5 novembre 2012 | Atlantique    | STF TGV 2N         |                                   |
| 256  | 29111/112 | 28 octobre 2003                            | Néo Duplex devenue 792 (remorques)/ex-rame 746 (remorques de remplacement) | Carmillon     | STF TGV 2N         |                                   |
| 257  | 29113/114 | 26 novembre 2003                           | Néo Duplex devenue 793 (remorques)/ex-rame 745 (remorques de remplacement) | Carmillon     | STF TGV 2N         |                                   |
| 258  | 29115/116 | 12 décembre 2003                           | Néo Duplex devenue 794 (remorques)/ex-rame 706 (remorques de remplacement) Prévu Océane like | Carmillon     | STF TGV 2N         |                                   |
| 259  | 29117/118 | 16 janvier 2004                            | Néo Duplex devenue 795 (remorques)/ex-rame 707 (remorques de remplacement) Prévu Océane like | Carmillon     | STF TGV 2N         |                                   |
| 260  | 29119/120 | 4 février 2004                             | Néo Duplex devenue 796 (remorques)/ex-rame 708 (remorques de remplacement) Prévu Océane like | Carmillon     | STF TGV 2N         |                                   |
| 261  | 29121/122 | 1er mars 2004                              | Néo Duplex devenue 797 (remorques) /ex-rame 709 (remorques de remplacement) / Rame <<Projet SHADOW ERTMS>> Prévu Océane like | Carmillon     | STF TGV 2N         |                                   |
| 262  | 29123/124 | 16 avril 2004                              | Océane Like | Carmillon     | STF TGV Atlantique |                                   |
| 263  | 29125/126 | 14 mai 2004                                | Océane Like / La motrice paire (29126) remplace la 29148 sur la rame 274, à la suite d'une avarie de celle-ci en gare de Paris-Montparnasse le 08/11/2019. Après son opération Mi-Vie, la rame 263 a retrouvé la 29148 en position M2, elle aussi traitée en Mi-Vie. (La 29126 est devenue 29148 et inversement) | Carmillon     | STF TGV Atlantique |                                   |
| 264  | 29127/128 | 24 juin 2004                               | Océane Like | Carmillon     | STF TGV Atlantique |                                   |
| 265  | 29129/130 | 28 juillet 2004                            | Océane Like | Carmillon     | STF TGV Atlantique |                                   |
| 266  | 29131/132 | 26 août 2004                               | Océane Like | Carmillon     | STF TGV Atlantique |                                   |
| 267  | 29133/134 | 1er août 2004                              | Océane Like | Carmillon     | STF TGV Atlantique |                                   |
| 268  | 29135/136 | 19 janvier 2005                            | Océane Like | Carmillon     | STF TGV Atlantique |                                   |
| 269  | 29137/138 | 10 décembre 2004                           | Océane Like | Carmillon     | STF TGV Atlantique |                                   |
| 270  | 29139/140 | 6 janvier 2005                             | Océane Like | Carmillon     | STF TGV Atlantique |                                   |
| 271  | 29141/142 | 19 janvier 2005                            | Océane Like | Carmillon     | STF TGV Atlantique |                                   |
| 272  | 29143/144 | 4 mars 2005                                | Océane Like | Carmillon     | STF TGV Atlantique |                                   |
| 273  | 29145/146 | 8 avril 2005                               | Océane Like | Carmillon     | STF TGV Atlantique |                                   |
| 274  | 29147/148 | 1er juillet 2005                           | Océane Like | Carmillon     | STF TGV Atlantique |                                   |
| 275  | 29149/150 | 13 mai 2005                                | Océane Like | Carmillon     | STF TGV 2N         |                                   |
| 276  | 29151/152 | 8 juin 2005                                | Océane Like | Carmillon     | STF TGV 2N         |                                   |
| 277  | 29153/154 | 13 septembre 2005                          | Océane Like | Carmillon     | STF TGV 2N         |                                   |
| 278  | 29155/156 | 16 septembre 2005                          | Océane Like | Carmillon     | STF TGV 2N         |                                   |
| 279  | 29157/158 | 10 novembre 2005                           | Océane Like | Carmillon     | STF TGV 2N         |                                   |
| 280  | 29159/160 | 2 décembre 2005                            | Océane Like | Carmillon     | STF TGV 2N         |                                   |
| 281  | 29161/162 | 30 décembre 2005                           | Océane Like | Carmillon     | STF TGV 2N         |                                   |
| 282  | 29163/164 | 10 février 2006                            | Océane Like | Carmillon     | STF TGV 2N         |                                   |
| 283  | 29165/166 | 24 mars 2006                               | Océane Like | Carmillon     | STF TGV 2N         |                                   |
| 284  | 29167/168 | 28 avril 2006                              | Océane Like | Carmillon     | STF TGV 2N         |                                   |
| 285  | 29169/170 | 7 avril 2006                               | Océane Like | Carmillon     | STF TGV 2N         |                                   |
| 286  | 29171/172 | 12 mai 2006                                | Océane Like | Carmillon     | STF TGV 2N         |                                   |
| 287  | 29173/174 | 13 juillet 2006                            | Océane Like | Carmillon     | STF TGV 2N         |                                   |
| 288  | 29175/176 | 27 avril 2006                              | Océane Like | Carmillon     | STF TGV 2N         |                                   |
| 289  | 29177/178 | 11 août 2006                               | Océane Like | Carmillon     | STF TGV 2N         | Lons-le-Saunier (8 décembre 2007) |
| 290  | 29179/180 | ex-rames 220 (motrices) et 721 (remorques) | motrice 29179* : incendie le 23 septembre 2013, radiée le 17 février 2017 ; circule désormais avec la motrice de réserve 29109 (ex-rame 255) | * : Carmillon | STF TGV 2N         |                                   |
| 291  | 29181/182 | ex-rames 221 (motrices) et 722 (remorques) | Néo Duplex | Carmillon     | STF TGV 2N         |                                   |
| 292  | 29182/184 | ex-rames 219 (motrices) et 723 (remorques) | Néo Duplex | Carmillon     | STF TGV 2N         |                                   |
| 293  | 29183/186 | ex-rames 222 (motrices) et 724 (remorques) | Néo Duplex | Carmillon     | STF TGV 2N         |                                   |
| 294  | 29187/188 | ex-rames 230 (motrices) et 726 (remorques) | Néo Duplex | Carmillon     | STF TGV 2N         |                                   |
| 295  | 29189/190 | ex-rames 229 (motrices) et 725 (remorques) | Néo Duplex | Carmillon     | STF TGV 2N         |                                   |
| 296  | 29191/192 | ex-rames 228 (motrices) et 727 (remorques) | Néo Duplex | Carmillon     | STF TGV 2N         |                                   |
| 297  | 29193/194 | ex-rames 227 (motrices) et 728 (remorques) | Néo Duplex | Carmillon     | STF TGV 2N         |                                   |

## Rames 300
La série 300 correspond aux rames de TGV Atlantique.
| Rame | Motrices  | Mise en service                                      | Radiation ou remarque | Livrée                     | STF                | Baptême                                 |
| ---- | --------- | ---------------------------------------------------- | --- | -------------------------- | ------------------ | --------------------------------------- |
| 301  | 24001/002 | 1er mars 1988                                        | 28 octobre 2016 (24001) 23 février 2018 (24002)                                                                               | Lacroix                    | STF TGV Atlantique |                                         |
| 302  | 24003/004 | 1er janvier 1989 (24003) 21 septembre 1989 (24004)   | 5 décembre 2017 | Lacroix                    | STF TGV Atlantique |                                         |
| 303  | 24005/006 | 8 août 1990                                          | 21 octobre 2016 | Lacroix                    | STF TGV Atlantique |                                         |
| 304  | 24007/008 | 26 mai 1989                                          | 22 décembre 2017 | Lacroix                    | STF TGV Atlantique | Le Mans (4 février 1989)                |
| 305  | 24009/010 | 13 juin 1989 (24009) 4 septembre 1989 (24010)        | 28 novembre 2016 | Lacroix                    | STF TGV Atlantique | Saint-Brieuc (21 janvier 1989)          |
| 306  | 24011/012 | 15 juin 1989 (24011) 4 septembre 1989 (24012)        | 28 novembre 2016 | Lacroix                    | STF TGV Atlantique |                                         |
| 307  | 24013/014 | 26 mai 1989                                          | 2 juin 2017 | Lacroix                    | STF TGV Atlantique |                                         |
| 308  | 24015/016 | 26 janvier 1990                                      | 23 décembre 2015 | Lacroix                    | STF TGV Atlantique |                                         |
| 309  | 24017/018 | 26 mai 1989                                          | 21 octobre 2016 | Lacroix                    | STF TGV Atlantique |                                         |
| 310  | 24019/020 | 16 août 1989 (24019) 28 septembre 1990 (24020)       | 2 janvier 2019 | Lacroix                    | STF TGV Atlantique |                                         |
| 311  | 24022/211 | 9 août 1990 (24021/022) 1er novembre 1991 (24211)    | 15 janvier 2021 (24022/211) 24021 sur la rame 326                                                                             | Lacroix                    | STF TGV Atlantique |                                         |
| 312  | 24023/024 | 24 juillet 1989                                      | 22 décembre 2017 | Lacroix                    | STF TGV Atlantique | Auray (16 mai 1992)                     |
| 313  | 24025/026 | 16 août 1989                                         | 30 décembre 2015 | Lacroix                    | STF TGV Atlantique | Villebon-sur-Yvette (15 septembre 1990) |
| 314  | 24027/028 | 30 juin 1989                                         | 14 janvier 2019 | Lacroix                    | STF TGV Atlantique |                                         |
| 315  | 24029/030 | 26 juillet 1989                                      | 21 novembre 2018 | Lacroix                    | STF TGV Atlantique |                                         |
| 316  | 24031/032 | 16 août 1989                                         | 10 novembre 2017 | Lacroix                    | STF TGV Atlantique | Angoulême (25 mai 1991)                 |
| 317  | 24033/034 | 30 juin 1989                                         | 23 mai 2017 | Lacroix                    | STF TGV Atlantique |                                         |
| 318  | 24035/036 | 2 août 1989                                          | 30 décembre 2014 | Lacroix                    | STF TGV Atlantique |                                         |
| 319  | 24037/038 | 21 septembre 1989                                    | 20 décembre 2018 | Lacroix                    | STF TGV Atlantique | Marcoussis (10 novembre 1990)           |
| 320  | 24039/040 | 21 septembre 1989                                    | 5 février 2016 24040 sur la rame 374                                                                                          | Lacroix                    | STF TGV Atlantique |                                         |
| 321  | 24041/042 | 16 août 1989                                         | 20 juin 2017 | Lacroix                    | STF TGV Atlantique | Orthez (18 septembre 1993)              |
| 322  | 24043/044 | 6 octobre 1989                                       | 22 septembre 2015 | Lacroix                    | STF TGV Atlantique | Lamballe (27 juin 1992)                 |
| 323  | 23045/046 | 22 septembre 1989                                    | 28 juillet 2020 | Lacroix                    | STF TGV Atlantique |                                         |
| 324  | 24047/048 | 6 septembre 1989                                     | 4 juin 2019 | Lacroix                    | STF TGV Atlantique |                                         |
| 325  | 24049/050 | 22 septembre 1989                                    | 19 décembre 2018, 24049 Exposée à la Cité du Train de Mulhouse, 24050 conservée au Technicentre Atlantique à Châtillon (TATL) | Atlantique Record du monde | STF TGV Atlantique | Vendôme (18 septembre 1990)             |
| 326  | 24021/052 | 9 août 1990 (24021) 22 septembre 1989 (24051/052)    | 26 mars 2018 (24051) 18 décembre 2018 (24021/052)                                                                             | Lacroix                    | STF TGV Atlantique |                                         |
| 327  | 24053/054 | 22 septembre 1989                                    | 17 mai 2018 | Lacroix                    | STF TGV Atlantique |                                         |
| 328  | 24055/056 | 8 octobre 1989                                       | 9 décembre 2016 | Lacroix                    | STF TGV Atlantique |                                         |
| 329  | 24057/058 | 13 octobre 1989                                      | 20 décembre 2018 | Lacroix                    | STF TGV Atlantique | Morlaix (20 janvier 1990)               |
| 330  | 24059/060 | 5 novembre 1989                                      | 18 février 2021 | Lacroix                    | STF TGV Atlantique | Chinon (7 mai 1994)                     |
| 331  | 24061/062 | 10 novembre 1989                                     | 17 novembre 2017 | Lacroix                    | STF TGV Atlantique |                                         |
| 332  | 24063/064 | 10 novembre 1989                                     | 18 octobre 2017 | Lacroix                    | STF TGV Atlantique | Libourne (9 novembre 1991)              |
| 333  | 24065/066 | 23 novembre 1989                                     | 5 janvier 2021 | Lacroix                    | STF TGV Atlantique | Bordeaux (10 octobre 1992)              |
| 334  | 24067/068 | 23 novembre 1989                                     | 26 juillet 2017 | Lacroix                    | STF TGV Atlantique | Villejust (12 octobre 1991)             |
| 335  | 24069/070 | 1er décembre 1989                                    | 24 avril 2018 | Lacroix                    | STF TGV Atlantique |                                         |
| 336  | 24071/072 | 14 décembre 1989                                     | 25 juillet 2017 | Lacroix                    | STF TGV Atlantique | Tours (1er décembre 1990)               |
| 337  | 24073/074 | 10 janvier 1990                                      | 26 novembre 2018 | Lacroix                    | STF TGV Atlantique | Saint-Pierre-des-Corps (23 juin 1990)   |
| 338  | 24075/076 | 25 janvier 1990                                      | 30 décembre 2014 (24075) 24076 sur la rame 371                                                                                | Lacroix                    | STF TGV Atlantique | Vouvray (24 novembre 1990)              |
| 339  | 24077/078 | 11 janvier 1990                                      | 22 mai 2018 | Lacroix                    | STF TGV Atlantique | Montlouis-sur-Loire (24 novembre 1990)  |
| 340  | 24079/080 | 23 janvier 1990                                      | / | Carmillon                  | STF TGV Atlantique | Dourdan (17 mars 1990)                  |
| 341  | 24081/082 | 24 janvier 1990                                      | 5 octobre 2017 | Lacroix                    | STF TGV Atlantique | Angers (27 janvier 1990)                |
| 342  | 24083/084 | 2 mars 1990                                          | 3 novembre 2020 | Lacroix                    | STF TGV Atlantique |                                         |
| 343  | 24085/086 | 16 janvier 1990                                      | / | Carmillon                  | STF TGV Atlantique | Saint-Nazaire (24 mars 1990)            |
| 344  | 24087/088 | 23 février 1990                                      | 18 janvier 2018 | Lacroix                    | STF TGV Atlantique | Nantes (31 mars 1990)                   |
| 345  | 24089/090 | 9 mars 1990                                          | 14 janvier 2019 | Lacroix                    | STF TGV Atlantique | Région Centre (15 décembre 1990)        |
| 346  | 24091/092 | 13 mars 1990                                         | 6 mai 2021 | Lacroix                    | STF TGV Atlantique |                                         |
| 347  | 24093/094 | 26 mars 1990                                         | 4 janvier 2018 | Lacroix                    | STF TGV Atlantique |                                         |
| 348  | 24095/096 | 21 mars 1990                                         | 1er février 2018 | Lacroix                    | STF TGV Atlantique | Poitiers (19 mai 1990)                  |
| 349  | 24097/098 | 6 avril 1990                                         | 11 janvier 2021 | Lacroix                    | STF TGV Atlantique | La Baule (9 juin 1990)                  |
| 350  | 24099/100 | 13 avril 1990                                        | 11 septembre 2018 | Lacroix                    | STF TGV Atlantique |                                         |
| 351  | 24101/102 | 13 avril 1990                                        | 30 juillet 2020 | Lacroix                    | STF TGV Atlantique |                                         |
| 352  | 24103/104 | 23 avril 1990                                        | 1er octobre 2018 | Lacroix                    | STF TGV Atlantique |                                         |
| 353  | 24105/106 | 9 mai 1990                                           | 12 avril 2018 | Lacroix                    | STF TGV Atlantique | Laval (17 novembre 1990)                |
| 354  | 24107/108 | 21 mai 1990                                          | 13 octobre 2021 | Lacroix                    | STF TGV Atlantique |                                         |
| 355  | 24109/110 | 7 juin 1990                                          | 16 avril 2021 | Lacroix                    | STF TGV Atlantique | Le Croisic (15 septembre 1990)          |
| 356  | 24111/112 | 20 juin 1990                                         | / | Carmillon                  | STF TGV Atlantique | Vannes (21 septembre 1991)              |
| 357  | 24113/114 | 10 juillet 1990                                      | 23 février 2018 (24113) 28 octobre 2016 (24114)                                                                               | Lacroix                    | STF TGV Atlantique |                                         |
| 358  | 24115/116 | 13 juillet 1990                                      | / | Carmillon                  | STF TGV Atlantique |                                         |
| 359  | 24117/118 | 20 juillet 1990                                      | 15 janvier 2021 | Lacroix                    | STF TGV Atlantique | Châtellerault (14 septembre 1990)       |
| 360  | 24119/120 | 2 août 1990                                          | / | Carmillon                  | STF TGV Atlantique |                                         |
| 361  | 24121/122 | 3 août 1990                                          | / | Carmillon                  | STF TGV Atlantique | Alençon (23 mai 1992)                   |
| 362  | 24123/124 | 14 septembre 1990                                    | / | Carmillon                  | STF TGV Atlantique | Saint-Jean-de-Luz (20 juin 1992)        |
| 363  | 24125/126 | 4 septembre 1990                                     | 14 septembre 2017 | Lacroix                    | STF TGV Atlantique |                                         |
| 364  | 24127/128 | 14 septembre 1990                                    | / | Carmillon                  | STF TGV Atlantique | Bayonne (4 août 1991)                   |
| 365  | 24129/130 | 27 septembre 1990                                    | 3 mai 2018 | Lacroix                    | STF TGV Atlantique | Tarbes (25 septembre 1991)              |
| 366  | 24131/132 | 15 octobre 1990                                      | / | Carmillon                  | STF TGV Atlantique |                                         |
| 367  | 24133/134 | 16 octobre 1990                                      | / | Carmillon                  | STF TGV Atlantique |                                         |
| 368  | 24135/136 | 30 octobre 1990                                      | / | Carmillon                  | STF TGV Atlantique |                                         |
| 369  | 24137/138 | 14 novembre 1990                                     | / | Carmillon                  | STF TGV Atlantique | Lourdes (9 février 1991)                |
| 370  | 24139/140 | 15 novembre 1990                                     | / | Carmillon                  | STF TGV Atlantique | Hendaye (14 septembre 1991)             |
| 371  | 24141/076 | 11 décembre 1990 (24141/142) 25 janvier 1990 (24076) | 3 novembre 2020 (24141/076) 30 décembre 2014 (24142)                                                                          | Lacroix                    | STF TGV Atlantique | Lorient (24 septembre 1991)             |
| 372  | 24143/144 | 14 décembre 1990                                     | / | Carmillon                  | STF TGV Atlantique |                                         |
| 373  | 24145/146 | 18 janvier 1991                                      | 18 décembre 2018 | Lacroix                    | STF TGV Atlantique |                                         |
| 374  | 24147/040 | 8 janvier 1991 (27147/148) 21 septembre 1989 (24040) | 20 septembre 2017 (24147/040) 31 mars 2016 (24148)                                                                            | Lacroix                    | STF TGV Atlantique |                                         |
| 375  | 24149/150 | 10 janvier 1991                                      | 10 janvier 2018 | Lacroix                    | STF TGV Atlantique |                                         |
| 376  | 24151/152 | 23 février 1991                                      | 22 décembre 2016 | Lacroix                    | STF TGV Atlantique |                                         |
| 377  | 24153/154 | 23 février 1991                                      | 8 février 2019 | Lacroix                    | STF TGV Atlantique |                                         |
| 378  | 24155/156 | 15 février 1991                                      | 14 septembre 2020 | Lacroix                    | STF TGV Atlantique |                                         |
| 379  | 24157/158 | 28 février 1991                                      | / | Carmillon                  | STF TGV Atlantique | Niort (16 octobre 1993)                 |
| 380  | 24159/160 | 12 mars 1991                                         | 2 janvier 2019 | Lacroix                    | STF TGV Atlantique |                                         |
| 381  | 24161/162 | 26 mars 1991                                         | 31 décembre 2016 | Lacroix                    | STF TGV Atlantique |                                         |
| 382  | 24163/164 | 5 avril 1991                                         | 8 février 2019 | Lacroix                    | STF TGV Atlantique |                                         |
| 383  | 24165/166 | 9 avril 1991                                         | 22 octobre 2020 | Lacroix                    | STF TGV Atlantique |                                         |
| 384  | 24167/168 | 29 avril 1991                                        | 5 janvier 2021 | Lacroix                    | STF TGV Atlantique |                                         |
| 385  | 24169/170 | 22 mai 1991                                          | 18 décembre 2018 | Lacroix                    | STF TGV Atlantique | Chambray-lès-Tours (6 octobre 1996)     |
| 386  | 24171/172 | 29 mai 1991                                          | / | Carmillon                  | STF TGV Atlantique |                                         |
| 387  | 24173/174 | 30 mai 1991                                          | / | Carmillon                  | STF TGV Atlantique |                                         |
| 388  | 24175/176 | 3 juin 1991                                          | / | Carmillon                  | STF TGV Atlantique |                                         |
| 389  | 24177/178 | 7 juin 1991                                          | 16 avril 2021 | Lacroix                    | STF TGV Atlantique | Le Pouliguen (15 juin 1991)             |
| 390  | 24179/180 | 14 juin 1991                                         | 11 janvier 2021 | Lacroix                    | STF TGV Atlantique | Ancenis (14 septembre 1991)             |
| 391  | 24181/182 | 18 juin 1991                                         | / | Carmillon                  | STF TGV Atlantique | Massy (28 septembre 1991)               |
| 392  | 24183/184 | 20 juin 1991                                         | / | Carmillon                  | STF TGV Atlantique |                                         |
| 393  | 24185/186 | 9 juillet 1991                                       | 12 mars 2021 (24185) | Lacroix                    | STF TGV Atlantique | Pornichet (20 juillet 1991)             |
| 394  | 24187/188 | 29 juin 1991                                         | 26 septembre 2017 | Lacroix                    | STF TGV Atlantique |                                         |
| 395  | 24189/190 | 25 janvier 1991                                      | / | Carmillon                  | STF TGV Atlantique |                                         |
| 396  | 24191/192 | 13 août 1991                                         | 26 novembre 2018 | Lacroix                    | STF TGV Atlantique | Loches (19 octobre 1991)                |
| 397  | 24193/194 | 9 septembre 1991                                     | 6 décembre 2021 (24193) 19 décembre 2018 (24194)                                                                              | Lacroix                    | STF TGV Atlantique |                                         |
| 398  | 24195/196 | 26 septembre 1991                                    | / | Carmillon                  | STF TGV Atlantique | Langeais (16 novembre 1991)             |
| 399  | 24197/198 | 27 septembre 1991                                    | / | Carmillon                  | STF TGV Atlantique |                                         |
| 400  | 24199/200 | 6 novembre 1991                                      | 31 décembre 2018 (24199) 26 mars 2018 (24200)                                                                                 | Lacroix                    | STF TGV Atlantique | Quimper (26 septembre 1992)             |
| 401  | 24201/202 | 20 novembre 1991                                     | / | Carmillon                  | STF TGV Atlantique |                                         |
| 402  | 24203/204 | 9 décembre 1991                                      | / | Carmillon                  | STF TGV Atlantique |                                         |
| 403  | 24205/206 | 4 janvier 1992                                       | / | Carmillon                  | STF TGV Atlantique |                                         |
| 404  | 24207/208 | 3 janvier 1992                                       | / | Carmillon                  | STF TGV Atlantique |                                         |
| 405  | 24209/210 | 25 mars 1992                                         | / | Carmillon                  | STF TGV Atlantique | Aytré (12 juin 1993)                    |
| Rés. | 24211     | 1er novembre 1991                                    | utilisée sur la rame 311 (radiée le 15 janvier 2021)                                                                          | /                          | STF TGV Atlantique |                                         |

## Rames 500
La série 500 correspond aux rames de TGV Réseau en bicourant.
| Rame | Motrices  | Mise en service                             | Radiation ou remarque                                                                        | Devenues motrices Réseau Duplex | Devenu tronçon TGV POS, | Livrée     | Dépôt                     | Baptême (date)                                   |
| ---- | --------- | ------------------------------------------- | -------------------------------------------------------------------------------------------- | ------------------------------- | ----------------------- | ---------- | ------------------------- | ------------------------------------------------ |
|      | 28003     | 26 août 1992                                | banque de pièce                                                                              | /                               | /                       | Carmillon  | Technicentre Est Européen |                                                  |
| 501  | 28001/002 | 2 juillet 1992                              | /                                                                                            | /                               | /                       | Carmillon  | Technicentre Est Européen |                                                  |
| 502  | 28004     | 26 août 1992                                | 10 août 1998 (demi-rame paire)                                                               | /                               | /                       | Atlantique |                           |                                                  |
| 503  | 28005/006 | 16 octobre 1992                             | /                                                                                            | /                               | /                       | Carmillon  | Technicentre Est Européen |                                                  |
| 504  | 28007/008 | 24 novembre 1992                            | 21 octobre 2016                                                                              | /                               | /                       | Lacroix    | Technicentre Est Européen |                                                  |
| 505  | 28009/010 | 10 décembre 1992                            | /                                                                                            | /                               | /                       | Carmillon  | Technicentre Est Européen |                                                  |
| 506  | 28011/012 | 2 décembre 1992                             | /                                                                                            | /                               | /                       | Carmillon  | Technicentre Est Européen |                                                  |
| 507  | 28013/014 | 1er janvier 1993                            | Remorques radiées 29 août 2023 et motrices renumérotées 555                                  | /                               | /                       | Carmillon  | Technicentre Est Européen |                                                  |
| 508  | 28015/016 | 1er avril 1993                              | /                                                                                            | /                               | /                       | Carmillon  | Technicentre Est Européen |                                                  |
| 509  | 28017/018 | 8 avril 1993                                | /                                                                                            | /                               | /                       | Carmillon  | Technicentre Est Européen |                                                  |
| 510  | 28019/020 | 15 mars 1993                                | /                                                                                            | /                               | /                       | Carmillon  | Technicentre Est Européen |                                                  |
| 511  | 28021/022 | 15 mars 1993                                | Remorques radiées 29 juin 2023 et motrices renumérotées 554                                  | /                               | /                       | Carmillon  | Technicentre Est Européen |                                                  |
| 512  | 28023/024 | 15 mars 1993                                | /                                                                                            | /                               | /                       | Carmillon  | Technicentre Est Européen |                                                  |
| 513  | 28025/026 | 15 mars 1993                                | /                                                                                            | /                               | /                       | Carmillon  | Technicentre Est Européen |                                                  |
| 514  | 28027/028 | 26 mars 1993                                | /                                                                                            | /                               | /                       | Carmillon  | Technicentre Est Européen | La Madeleine (14 mai 1994)                       |
| 515  | 28029/030 | 31 mars 1993                                | Transformée                                                                                  | 601                             | 4401                    | Lacroix    | Châtillon                 |                                                  |
| 516  | 28031/032 | 26 mars 1993                                | Transformée                                                                                  | 603                             | 4403                    | Lacroix    | Châtillon                 | Douai (25 septembre 1993)                        |
| 517  | 28033/034 | 14 avril 1993                               | Transformée                                                                                  | 604                             | 4404                    | Lacroix    | Châtillon                 |                                                  |
| 518  | 28035/036 | 16 avril 1993                               | Transformée                                                                                  | 602                             | 4416                    | Lacroix    | Le Landy                  |                                                  |
| 519  | 28037/038 | 23 avril 1993                               | Transformée                                                                                  | 605                             | 4405                    | Lacroix    | Châtillon                 |                                                  |
| 520  | 28039/040 | 19 avril 1993                               | Transformée                                                                                  | 606                             | 4406                    | Lacroix    | Le Landy                  |                                                  |
| 521  | 28041/042 | 30 avril 1993                               | Transformée                                                                                  | 612                             | 4412                    | Lacroix    | Le Landy                  | Tourcoing (30 avril 1994)                        |
| 522  | 28043/044 | 4 mai 1993                                  | Transformée                                                                                  | 607                             | 4407                    | Lacroix    | Le Landy                  |                                                  |
| 523  | 28045/046 | 7 mai 1993                                  | Transformée                                                                                  | 619                             | 4417                    | Lacroix    | Le Landy                  |                                                  |
| 524  | 28047/048 | 19 mai 1993                                 | Transformée                                                                                  | 610                             | 4410                    | Lacroix    | Le Landy                  | Arnouville / Gonesse (25 novembre 1995)          |
| 525  | 28049/050 | 1er mai 1993                                | Transformée                                                                                  | 611                             | 4411                    | Lacroix    | Le Landy                  |                                                  |
| 526  | 28051/052 | 8 juin 1993                                 | Transformée                                                                                  | 608                             | 4408                    | Lacroix    | Le Landy                  | Chessy (26 mai 1994)                             |
| 527  | 28053/054 | 1er mai 1993                                | Transformée ; motrices sur Réseau 551                                                        | /                               | 4413                    | Lacroix    | Le Landy                  | Saint-Omer (22 janvier 1994)                     |
| 528  | 28055/056 | 1er juin 1993                               | Transformée ; motrices sur Réseau 552                                                        | /                               | 4414                    | Lacroix    | Le Landy                  | Cambrai (25 septembre 1993)                      |
| 529  | 28057/058 | 1er juin 1993                               | Transformée                                                                                  | 617                             | 4415                    | Lacroix    | Le Landy                  |                                                  |
| 530  | 28059/060 | 1er juin 1993                               | Transformée                                                                                  | 616                             | 4402                    | Lacroix    | Le Landy                  |                                                  |
| 531  | 28061/062 | 1er juin 1993                               | Transformée ; motrices sur Réseau 553                                                        | /                               | 4418                    | Lacroix    | Le Landy                  |                                                  |
| 532  | 28063/064 | 1er juin 1993                               | Transformée                                                                                  | 609                             | 4409                    | Lacroix    | Le Landy                  | Conseil Général du Val-d'Oise (25 novembre 1995) |
| 533  | 28065/066 | 1er juin 1993                               | Transformée                                                                                  | 618                             | 4419                    | Lacroix    | Technicentre Est Européen | Tournan-en-Brie (13 mai 1995)                    |
| 534  | 28067/068 | 1er juin 1993                               | 21 octobre 2016                                                                              | /                               | /                       | Lacroix    | Technicentre Est Européen | Dunkerque (5 novembre 1994)                      |
| 535  | 28069/070 | 13 septembre 1993                           | /                                                                                            | /                               | /                       | Carmillon  | Technicentre Est Européen |                                                  |
| 536  | 28071/072 | 14 septembre 1993                           | /                                                                                            | /                               | /                       | Carmillon  | Technicentre Est Européen | Ville de Reims (2 février 2011)                  |
| 537  | 28073/074 | 14 septembre 1993                           | /                                                                                            | /                               | /                       | Carmillon  | Technicentre Est Européen |                                                  |
| 538  | 28075/076 | 20 septembre 1993                           | /                                                                                            | /                               | /                       | Carmillon  | Technicentre Est Européen |                                                  |
| 539  | 28077/078 | 20 septembre 1993                           | Remorques : 21 août 2015 ; motrice impaire : 26 août 2016 ; motrice paire : 15 décembre 2016 | /                               | /                       | Lacroix    | Technicentre Est Européen |                                                  |
| 540  | 28079/080 | 6 octobre 1993                              | /                                                                                            | /                               | /                       | Carmillon  | Technicentre Est Européen | Assemblée nationale / Sénat (20 novembre 2008)   |
| 541  | 28081/082 | 6 octobre 1993                              | /                                                                                            | /                               | /                       | Carmillon  | Technicentre Est Européen |                                                  |
| 542  | 28083/084 | 4 janvier 1994                              | /                                                                                            | /                               | /                       | Carmillon  | Technicentre Est Européen |                                                  |
| 543  | 28085/086 | 3 janvier 1994                              | /                                                                                            | /                               | /                       | Carmillon  | Technicentre Est Européen |                                                  |
| 544  | 28087/088 | 10 janvier 1994                             | /                                                                                            | /                               | /                       | Carmillon  | Technicentre Est Européen |                                                  |
| 545  | 28089/090 | 7 février 1994                              | /                                                                                            | /                               | /                       | Carmillon  | Technicentre Est Européen |                                                  |
| 546  | 28091/092 | 28 février 1994                             | 31 décembre 2016                                                                             | /                               | /                       | Lacroix    | Technicentre Est Européen |                                                  |
| 547  | 28093/094 | 15 mars 1994                                | /                                                                                            | /                               | /                       | Carmillon  | Technicentre Est Européen | Lomme (11 octobre 1997)                          |
| 548  | 28095/096 | 21 mars 1994                                | /                                                                                            | /                               | /                       | Carmillon  | Technicentre Est Européen |                                                  |
| 549  | 28097/098 | 15 avril 1994                               | /                                                                                            | /                               | /                       | Carmillon  | Technicentre Est Européen |                                                  |
| 550  | 28099/100 | 9 mai 1994                                  | /                                                                                            | /                               | /                       | Carmillon  | Technicentre Est Européen |                                                  |
| 551  | 28101/102 | juin 2007                                   | 14 décembre 2015                                                                             | ex-motrice Réseau 527           | ex-tronçon Réseau 4507  | Lacroix    | Technicentre Est Européen | Région Champagne-Ardenne                         |
| 552  | 28103/104 | juin 2007                                   | 30 octobre 2015                                                                              | ex-motrice Réseau 528           | ex-tronçon Réseau 4508  | Lacroix    | Technicentre Est Européen |                                                  |
| 553  | 28105/106 | juin 2007                                   | 4 janvier 2017                                                                               | ex-motrice Réseau 531           | ex-tronçon Réseau 554   | Lacroix    | Technicentre Est Européen |                                                  |
| 554  | 28107/108 | ex-rames 511 (motrices) et 4401 (remorques) | Transformé en 2007 (en 2023 recomposition ex remorques POS et motrice réseaux)               | 615                             | /                       | Carmillon  | Technicentre Est Européen |                                                  |
| 555  | 28109/110 | ex-rames 507 (motrices) et 4402 (remorques) | /                                                                                            | /                               | /                       | Carmillon  | Technicentre Est Européen |                                                  |
| 560  | 28119/120 | ex-rames 601 (motrices) et 4406 (remorques) | /                                                                                            | /                               | /                       | Carmillon  | Technicentre Est Européen |                                                  |
| 561  | 28121/122 | ex-rames 605 (motrices) et 4405 (remorques) | /                                                                                            | /                               | /                       | Carmillon  | Le Landy                  |                                                  |
| 562  | 28123/124 | ex-rames 618 (motrices) et 4407 (remorques) | /                                                                                            | /                               | /                       | Carmillon  | Le Landy                  |                                                  |
| 563  | 28125/126 | ex-rames 603 (motrices) et 4417 (remorques) | /                                                                                            | /                               | /                       | Carmillon  | Le Landy                  |                                                  |
| 564  | 28127/128 | ex-rames 602 (motrices) et 4408 (remorques) | /                                                                                            | /                               | /                       | Carmillon  | Technicentre Est Européen |                                                  |
| 565  | 28129/130 | ex-rames 609 (motrices) et 4409 (remorques) | /                                                                                            | /                               | /                       | Carmillon  | Le Landy                  |                                                  |
| 566  | 28131/132 | ex-rames 610 (motrices) et 4411 (remorques) | /                                                                                            | /                               | /                       | Carmillon  | Le Landy                  |                                                  |
| 567  | 28133/134 | ex-rames 611 (motrices) et 4412 (remorques) | /                                                                                            | /                               | /                       | Carmillon  | Technicentre Est Européen |                                                  |
| 568  | 28135/136 | ex-rames 608 (motrices) et 4415 (remorques) | /                                                                                            | /                               | /                       | Carmillon  | Le Landy                  |                                                  |
| 570  | 28139/140 | ex-rames 607 (motrices) et 4403 (remorques) | /                                                                                            | /                               | /                       | Carmillon  | Technicentre Est Européen |                                                  |
| 571  | 28141/142 | ex-rames 617 (motrices) et 4413 (remorques) | /                                                                                            | /                               | /                       | Carmillon  | Le Landy                  |                                                  |
| 572  | 28143/144 | ex-rames 606 (motrices) et 4416 (remorques) | /                                                                                            | /                               | /                       | Carmillon  | Le Landy                  |                                                  |

## Rames 600
La série 600 correspond aux rames de TGV Réseau Duplex.
| Rame | Motrices   | Origine des motrices TGV Réseau | Mise en service   | Radiation                                          | Livrée    | STF titulaire | Baptême                 |
| ---- | ---------- | ------------------------------- | ----------------- | -------------------------------------------------- | --------- | ------------- | ----------------------- |
| 601  | 28601/602  | 515                             | 3 août 2006       | devenu 560 (motrices) et 721 (remorques)           | Carmillon | STF TGV 2N    |                         |
| 602  | 28603/604  | 518                             | 6 septembre 2006  | devenu 564 (motrices) et 728 (remorques)           | Carmillon | STF TGV 2N    |                         |
| 603  | 28605/606  | 516                             | 11 octobre 2006   | devenue 563 (motrices) et 727 (remorques)          | Carmillon | STF TGV 2N    |                         |
| 604  | 28607/608  | 517                             | 1er novembre 2006 | /                                                  | Carmillon | STF TGV 2N    |                         |
| 605  | 28609/610  | 519                             | 3 novembre 2006   | devenu 561 (motrices) et 725 (remorques)           | Carmillon | STF TGV 2N    |                         |
| 606  | 28611/612  | 520                             | 22 mars 2007      | devenu 572 (motrices) et 736 (remorques)           | Carmillon | STF TGV 2N    |                         |
| 607  | 28613/614  | 522                             | 21 mars 2007      | devenu 570 (motrices) et 734 (remorques)           | Carmillon | STF TGV 2N    |                         |
| 608  | 28615/616  | 526                             | 21 mars 2007      | devenu 568 (motrices) et 732 (remorques)           | Carmillon | STF TGV 2N    |                         |
| 609  | 28617/618  | 532                             | 27 avril 2007     | devenu 565 (motrices) et 729 (remorques)           | Carmillon | STF TGV 2N    |                         |
| 610  | 28619/620  | 524                             | 4 juin 2007       | devenu 566 (motrices) et 730 (remorques)           | Carmillon | STF TGV 2N    |                         |
| 611  | 28621/622  | 525                             | 4 juin 2007       | devenu 567 (motrices) et 731 (remorques)           | Carmillon | STF TGV 2N    | « La 100e rame Duplex » |
| 612  | 28623/624  | 521                             | 12 juin 2007      | /                                                  | Carmillon | STF TGV 2N    |                         |
| 613  | 386025/026 | 4507                            | 24 juillet 2007   | motrices (radiées 29 juin 2023) et 722 (remorques) | Carmillon | STF TGV 2N    |                         |
| 614  | 386027/028 | 4508                            | 13 août 2007      | motrices (radiées 29 août 2023) et 723 (remorques) | Carmillon | STF TGV 2N    |                         |
| 615  | 386029/030 | 4509 / 554                      | 4 décembre 2007   | /                                                  | Carmillon | STF TGV 2N    |                         |
| 616  | 28631/632  | 530                             | 22 octobre 2007   | /                                                  | Carmillon | STF TGV 2N    |                         |
| 617  | 28633/634  | 529                             | 7 septembre 2007  | devenu 571 (motrices) et 735 (remorques)           | Carmillon | STF TGV 2N    |                         |
| 618  | 28635/636  | 533                             | 12 décembre 2007  | devenu 562 (motrices) et 726 (remorques)           | Carmillon | STF TGV 2N    |                         |
| 619  | 28637/638  | 523                             | 26 novembre 2007  | /                                                  | Carmillon | STF TGV 2N    |                         |

## Rames 700
La série 700 correspond aux rames de TGV Dasye et TGV POS-Duplex 
| Rame | Motrices  | Mise en service                                    | Radiation ou remarque                                                                                              | Livrée                                          | STF titulaire      | Baptême |
| ---- | --------- | -------------------------------------------------- | --- | ----------------------------------------------- | ------------------ | ------- |
| 701  | 29701/702 | 14 février 2008                                    | modifiée en rames 788 (motrices) et 252 (remorques), en 2019                                                       | Atlantique                                      | STF TGV 2N         |         |
| 702  | 29703/704 | 7 mars 2008                                        | modifiée en rames 787 (motrices) et 251 (remorques), en 2019                                                       | Atlantique                                      | STF TGV 2N         |         |
| 703  | 29705/706 | 28 mars 2008                                       | modifiée en rames 786 (motrices) et 250 (remorques), en 2019                                                       | Atlantique                                      | STF TGV 2N         |         |
| 704  | 29707/708 | 11 avril 2008                                      | modifiée en rames 785 (motrices) et 249 (remorques), en 2019                                                       | Atlantique                                      | STF TGV 2N         |         |
| 705  | 29709/710 | 30 avril 2008                                      | modifiée en rames 784 (motrices) et 248 (remorques), en 2019                                                       | Carmillon                                       | STF TGV 2N         |         |
| 706  | 29711/712 | 30 mai 2008                                        | modifiée en rames 794 (motrices) et 258 (remorques), en 2020                                                       | Carmillon                                       | STF TGV 2N         |         |
| 707  | 29713/714 | 20 juin 2008                                       | modifiée en rame 795 (motrices) et 259 (remorques), en 2020                                                        | Carmillon                                       | STF TGV 2N         |         |
| 708  | 29715/716 | 4 juillet 2008                                     | modifiée en rame 796 et 260 (remorques), en 2020                                                                   | Carmillon                                       | STF TGV 2N         |         |
| 709  | 29717/718 | 1er août 2008                                      | modifiée en rame 797 et 261 (remorques), en 2020                                                                   | Carmillon                                       | STF TGV 2N         |         |
| 710  | 29719/720 | 9 octobre 2008                                     | / | Carmillon                                       | STF TGV 2N         |         |
| 711  | 29721/722 | 17 octobre 2008                                    | / | Carmillon                                       | STF TGV 2N         |         |
| 712  | 29723/724 | 7 novembre 2008                                    | / | Carmillon                                       | STF TGV 2N         |         |
| 713  | 29725/726 | 19 décembre 2008                                   | / | Carmillon                                       | STF TGV 2N         |         |
| 714  | 29727/728 | 5 décembre 2008                                    | / | Carmillon                                       | STF TGV 2N         |         |
| 715  | 29729/730 | 16 janvier 2009                                    | / | Carmillon                                       | STF TGV 2N         |         |
| 716  | 29731/732 | 6 février 2009                                     | / | Carmillon                                       | STF TGV 2N         |         |
| 717  | 29733/734 | 20 février 2009                                    | / | Carmillon                                       | STF TGV 2N         |         |
| 718  | 29735/736 | 6 mars 2009                                        | / | Carmillon                                       | STF TGV 2N         |         |
| 719  | 29737/738 | 25 mars 2009                                       | / | Carmillon                                       | STF TGV 2N         |         |
| 720  | 29739/740 | 10 avril 2009                                      | / | Carmillon                                       | STF TGV 2N         |         |
| 721  | 39741/742 | 7 mai 2009 (origine)/2023 P-Duplex                 | modifiée en rames 760 (motrices) et 290 (remorques), le 12 octobre 2012/ex-rame 4406 (motrices) et 601 (remorque)  | Carmillon                                       | STF TGV 2N         |         |
| 722  | 39743/744 | 29 mai 2009 (origine)/2023 P-Duplex                | modifiée en rames 761 (motrices) et 291 (remorques), le 21 novembre 2012/ex-rame 4401 (motrices) et 613 (remorque) | Carmillon                                       | STF TGV 2N         |         |
| 723  | 39745/746 | 19 juin 2009 (origine)/2024 P-Duplex               | modifiée en rames 762 (motrices) et 292 (remorques), le 21 novembre 2012/ex-rame 4402 (motrices) et 614 (remorque) | Carmillon/Record                                | STF TGV 2N         |         |
| 724  | 29747/748 | 30 juillet 2009                                    | modifiée en rames 763 (motrices) et 293 (remorques), le 27 novembre 2012                                           | Atlantique                                      | STF TGV 2N         |         |
| 725  | 39749/750 | 8 octobre 2009 (origine)/2024 P-Duplex             | modifiée en rames 764 (motrices) et 295 (remorques), en août 2016/ex-rame 4405 (motrices) et 605 (remorques)       | Carmillon                                       | STF TGV 2N         |         |
| 726  | 39751/752 | 6 novembre 2009 (origine)/2024 P-Duplex            | modifiée en rames 765 (motrices) et 294 (remorques), en mai 2016/ex-rame 4407 (motrices) et 618 (remorques)        | Carmillon                                       | STF TGV 2N         |         |
| 727  | 39753/754 | 11 décembre 2009 (origine)/2024 P-Duplex           | modifiée en rames 766 (motrices) et 296 (remorques), en septembre 2016/ex rame 4417 (motrices) et 603 (remorques)  | Carmillon                                       | STF TGV 2N         |         |
| 728  | 39755/756 | 21 janvier 2010 (origine)/2024 P-Duplex            | modifiée en rames 767 (motrices) et 297 (remorques), en 2016/ex rame 4408 (motrices) et 602 (remorques)            | Carmillon                                       | STF TGV 2N         |         |
| 729  | 39757/758 | 12 février 2010 (origine)/2024 P-Duplex            | modifiée en rames 768 (motrices) et 231 (remorques), en 2016/ex rame 4409 (motrices) et 609 (remorques)            | Carmillon                                       | STF TGV 2N         |         |
| 730  | 39759/760 | 26 février 2010 (origine)/2025 P-Duplex            | modifiée en rames 769 (motrices) et 232 (remorques), en novembre 2016/ex rame 4411 (motrices) et 610 (remorques)   | Carmillon                                       | STF TGV 2N         |         |
| 731  | 39761/762 | 31 mars 2010 (origine) /2025 P-Duplex              | modifiée en rames 770 (motrices) et 233 (remorques), en novembre 2016/ex-rame 4412 (motrices) et 611 (remorques)   | Carmillon                                       | STF TGV 2N         |         |
| 732  | 39763/764 | 22 mars 2010 (origine)/2025 P-Duplex               | modifiée en rames 771 (motrices) et 234 (remorques), en mars 2017/ex-rame 4415 (motrices) et 608 (remorques)       | Carmillon                                       | STF TGV 2N         |         |
| 733  | 29765/766 | 6 mai 2010                                         | modifiée en rames 772 (motrices) et 235 (remorques), en mars 2017                                                  | Atlantique                                      | STF TGV 2N         |         |
| 734  | 39767/768 | 22 mai 2010 (origine)/2023 P-Duplex                | modifiée en rames 773 (motrices) et 236 (remorques), en août 2017/ex-rames 4403 (motrices) et 607 (remorques)      | Ouigo Tango                                     | STF TGV 2N         |         |
| 735  | 39769/770 | 11 juin 2010 (origines)/2025 P-Duplex              | modifiée en rames 774 (motrices) et 237 (remorques), en août 2017/ex-rames 4413 (motrices) et 617 (remorques)      | Ouigo Tango                                     | STF TGV 2N         |         |
| 736  | 39771/772 | 9 juillet 2010 (origines) /2025 P-Duplex           | modifiée en rames 775 (motrices) et 238 (remorques), en octobre 2017/ex-rames 4416 (motrices) et 606 (remorques)   | Ouigo Tango                                     | STF TGV 2N         |         |
| 737  | 29773/774 | 23 juillet 2010                                    | modifiée en rames 776 (motrices) et 239 (remorques), en janvier 2018                                               | Atlantique                                      | STF TGV 2N         |         |
| 738  | 29775/776 | 6 août 2010                                        | modifiée en rames 778 (motrices) et 242 (remorques), en 2018                                                       | Atlantique                                      | STF TGV 2N         |         |
| 739  | 29777/778 | 7 octobre 2010                                     | modifiée en rames 779 (motrices) et 243 (remorques), en 2018                                                       | Atlantique                                      | STF TGV 2N         |         |
| 740  | 29779/780 | 5 novembre 2010                                    | modifiée en rames 780 (motrices) et 244 (remorques), en 2018                                                       | Atlantique                                      | STF TGV 2N         |         |
| 741  | 29781/782 | 26 novembre 2010                                   | modifiée en rames 777 (motrices) et 240 (remorques), en mars 2018                                                  | Atlantique                                      | STF TGV 2N         |         |
| 742  | 29783/784 | 17 décembre 2010                                   | modifiée en rames 781 (motrices) et 245 (remorques), en 2018                                                       | Atlantique                                      | STF TGV 2N         |         |
| 743  | 29785/786 | 21 janvier 2011                                    | modifiée en rames 782 (motrices) et 246 (remorques), en 2018                                                       | Atlantique                                      | STF TGV 2N         |         |
| 744  | 29787/788 | 10 février 2011                                    | Accident le 14 novembre 2015 (Radiée le 10 décembre 2015)                                                          | Rame d'essais de la LGV Est européenne 2e phase | /                  |         |
| 745  | 29789/790 | 25 février 2011                                    | modifié en 793 (motrices) et 257 (remorques)                                                                       | Carmillon                                       | STF TGV 2N         |         |
| 746  | 29791/792 | 10 mars 2011                                       | modifié en 792 (motrices) et 256 (remorques)                                                                       | Carmillon                                       | STF TGV 2N         |         |
| 747  | 29793/794 | 1er juin 2011                                      | modifié en 790 (motrices) et 254 (remorques)                                                                       | Carmillon                                       | STF TGV 2N         |         |
| 748  | 29795/796 | 27 avril 2011                                      | modifié en 789 (motrices) et 253 (remorques)                                                                       | Carmillon                                       | STF TGV 2N         |         |
| 749  | 29797/798 | 23 juin 2011                                       | modifiée en rames 783 (motrices) et 247 (remorques), en 2018                                                       | Atlantique                                      | STF TGV 2N         |         |
| 750  | 29799/800 | 5 novembre 2012 (motrices) ex-rame 255 (remorques) | modifiée en rames 791                                                                                              | Atlantique                                      | STF TGV 2N         |         |
| 760  | 29819/820 | ex-rames 721 (motrices) et 220 (remorques)         | / | Ouigo                                           | STF TGV Est        |         |
| 761  | 29821/822 | ex-rames 722 (motrices) et 221 (remorques)         | / | Ouigo                                           | STF TGV Atlantique |         |
| 762  | 29823/824 | ex-rames 723 (motrices) et 219 (remorques)         | / | Ouigo                                           | STF TGV Atlantique |         |
| 763  | 29825/826 | ex-rames 724 (motrices) et 222 (remorques)         | / | Ouigo                                           | STF TGV Atlantique |         |
| 764  | 29827/828 | ex-rames 725 (motrices) et 229 (remorques)         | / | Ouigo                                           | STF TGV Atlantique |         |
| 765  | 29829/830 | ex-rames 726 (motrices) et 230 (remorques)         | / | Ouigo                                           | STF TGV Atlantique |         |
| 766  | 29831/832 | ex-rames 727 (motrices) et 228 (remorques)         | / | Ouigo                                           | STF TGV Atlantique |         |
| 767  | 29333/834 | ex-rames 728 (motrices) et 227 (remorques)         | / | Ouigo                                           | STF TGV Atlantique |         |
| 768  | 29835/836 | ex-rames 729 (motrices) et 231 (remorques)         | / | Ouigo                                           | STF TGV Atlantique |         |
| 769  | 29837/838 | ex-rames 730 (motrices) et 232 (remorques)         | / | Ouigo                                           | STF TGV Atlantique |         |
| 770  | 29839/840 | ex-rames 731 (motrices) et 233 (remorques)         | / | Ouigo                                           | STF TGV 2N         |         |
| 771  | 29841/842 | ex-rames 732 (motrices) et 234 (remorques)         | / | Ouigo                                           | STF TGV 2N         |         |
| 772  | 29843/844 | ex-rames 733 (motrices) et 235 (remorques)         | / | Ouigo                                           | STF TGV 2N         |         |
| 773  | 29845/846 | ex-rames 734 (motrices) et 236 (remorques)         | / | Ouigo                                           | STF TGV Atlantique |         |
| 774  | 29847/848 | ex-rames 735 (motrices) et 237 (remorques)         | / | Ouigo                                           | STF TGV 2N         |         |
| 775  | 29849/850 | ex-rames 736 (motrices) et 238 (remorques)         | / | Ouigo                                           | STF TGV 2N         |         |
| 776  | 29851/852 | ex-rames 737 (motrices) et 239 (remorques)         | / | Ouigo                                           | STF TGV 2N         |         |
| 777  | 29853/854 | ex-rames 741 (motrices) et 240 (remorques)         | / | Ouigo                                           | STF TGV 2N         |         |
| 778  | 29855/856 | ex-rames 738 (motrices) et 242 (remorques)         | / | Ouigo                                           | STF TGV Atlantique |         |
| 779  | 29857/858 | ex-rames 739 (motrices) et 243 (remorques)         | / | Ouigo                                           | STF TGV 2N         |         |
| 780  | 29859/860 | ex-rames 740 (motrices) et 244 (remorques)         | / | Ouigo                                           | STF TGV 2N         |         |
| 781  | 29861/862 | ex-rames 742 (motrices) et 245 (remorques)         | / | Ouigo                                           | STF TGV 2N         |         |
| 782  | 29863/864 | ex-rames 743 (motrices) et 246 (remorques)         | / | Ouigo                                           | STF TGV 2N         |         |
| 783  | 29865/866 | ex-rames 749 (motrices) et 247 (remorques)         | / | Ouigo                                           | STF TGV 2N         |         |
| 784  | 29867/868 | ex-rames 705 (motrices) et 248 (remorques)         | / | Ouigo                                           | STF TGV Nord       |         |
| 785  | 29869/870 | ex-rames 704 (motrices) et 249 (remorques)         | / | Ouigo                                           | STF TGV Nord       |         |
| 786  | 29871/872 | ex-rames 703 (motrices) et 250 (remorques)         | / | Ouigo                                           | STF TGV Nord       |         |
| 787  | 29873/874 | ex-rames 702 (motrices) et 251 (remorques)         | / | Ouigo                                           | STF TGV Atlantique |         |
| 788  | 29875/876 | ex-rames 701 (motrices) et 252 (remorques)         | / | Ouigo                                           | STF TGV Nord       |         |
| 789  | 29877/878 | ex-rames 748 (motrices) et 253 (remorques)         | / | Ouigo                                           | STF TGV Est        |         |
| 790  | 29879/880 | ex-rames 747 (motrices) et 254 (remorques)         | / | Ouigo                                           | STF TGV 2N         |         |
| 791  | 29881/882 | ex-rame 750                                        | / | Ouigo                                           | STF TGV 2N         |         |
| 792  | 29883/884 | ex-rames 746 (motrices) et 256 (remorques)         | / | Ouigo                                           | STF TGV 2N         |         |
| 793  | 29885/886 | ex-rames 745 (motrices) et 257 (remorques)         | / | Ouigo                                           | STF TGV 2N         |         |
| 794  | 29887/888 | ex-rames 706 (motrices) et 258 (remorques)         | / | Ouigo                                           | STF TGV 2N         |         |
| 795  | 29889/890 | ex-rames 707 (motrices) et 259 (remorques)         | / | Ouigo                                           | STF TGV 2N         |         |
| 796  | 29891/892 | ex-rames 708 (motrices) et 260 (remorques)         | / | Ouigo                                           | STF TGV Atlantique |         |
| 797  | 29893/894 | ex-rames 709 (motrices) et 261 (remorques)         | / | Ouigo                                           | STF TGV Atlantique |         |

## Rames 800
La série 800 correspond aux rames de TGV Euroduplex (2N2).
| Rame    | Motrices   | Mise en service   | Radiation ou remarque               | Type | Livrée       | STF titulaire | Baptême                   |
| ------- | ---------- | ----------------- | ----------------------------------- | ---- | ------------ | ------------- | ------------------------- |
| 801     | 310201/202 | 21 janvier 2014   | EuroDuplex                          | 3UH  | Carmillon    | TSEE          |                           |
| 802     | 310203/204 | 26 février 2013   | EuroDuplex Accidentée le 23/06/2025 | 3UH  | Carmillon    | TSEE          |                           |
| 803     | 310205/206 | 28 mars 2013      | EuroDuplex                          | 3UH  | Carmillon    | TSEE          |                           |
| 804     | 310207/208 | 26 avril 2013     | EuroDuplex                          | 3UH  | Carmillon    | TSEE          |                           |
| 805     | 310209/210 | 21 mai 2013       | EuroDuplex                          | 3UH  | Carmillon    | TSEE          |                           |
| 806     | 310211/212 | 3 juin 2013       | EuroDuplex                          | 3UH  | Carmillon    | TSEE          |                           |
| 807     | 310213/214 | 24 juin 2013      |                                     | 3UH  | OuiGo España | TSEE          |                           |
| 808     | 310215/216 | 10 juillet 2013   |                                     | 3UH  | OuiGo España | TSEE          |                           |
| 809     | 310217/218 | 31 juillet 2013   |                                     | 3UH  | OuiGo España | TSEE          |                           |
| 810     | 310219/220 | 31 août 2013      |                                     | 3UH  | OuiGo España | TSEE          |                           |
| 811     | 310221/222 | 22 avril 2014     |                                     | 3UF  | OuiGo España | TSEE          |                           |
| 812     | 310223/224 | 19 mai 2014       |                                     | 3UF  | OuiGo España | TSEE          |                           |
| 813     | 310225/226 | 24 juin 2014      |                                     | 3UF  | OuiGo España | TSEE          |                           |
| 814     | 310227/228 | 23 juillet 2014   |                                     | 3UF  | Ouigo España | TSEE          |                           |
| 815     | 310229/230 | 1er octobre 2014  |                                     | 3UF  | OuiGo España | TSEE          |                           |
| 816     | 310231/232 | 17 novembre 2014  |                                     | 3UF  | OuiGo España | TSEE          |                           |
| 817     | 310233/234 | 15 décembre 2014  |                                     | 3UF  | OuiGo España | TSEE          |                           |
| 818     | 310235/236 | 27 janvier 2015   |                                     | 3UF  | OuiGo España | TSEE          |                           |
| 819     | 310237/238 | 6 mars 2015       |                                     | 3UF  | OuiGo España | TSEE          |                           |
| 820     | 310239/240 | 31 mars 2015      |                                     | 3UF  | OuiGo España | TSEE          |                           |
| 821     | 310241/242 | 22 avril 2015     |                                     | 3UF  | OuiGo España | TSEE          |                           |
| 822     | 310243/244 | 20 mai 2015       |                                     | 3UF  | OuiGo España | TSEE          |                           |
| 823     | 310245/246 | 10 juin 2015      | EuroDuplex                          | 3UF  | Carmillon    | TEE           |                           |
| 824     | 310247/248 | 21 août 2015      | EuroDuplex                          | 3UF  | Carmillon    | TEE           |                           |
| 825     | 310249/250 | 2 octobre 2015    | EuroDuplex                          | 3UF  | Carmillon    | TEE           |                           |
| 826     | 310251/252 | 29 avril 2021     | L'Océane                            | 3UFC | Carmillon    | TATL          |                           |
| 827     | 310253/254 | 4 juin 2021       | L'Océane                            | 3UFC | Carmillon    | TATL          |                           |
| 828     | 310255/256 | 18 juin 2021      | L'Océane                            | 3UFC | Carmillon    | TATL          |                           |
| 829     | 310257/258 | 23 juillet 2021   | L'Océane                            | 3UFC | Carmillon    | TATL          |                           |
| 830     | 310259/260 | 13 juillet 2022   | L'Océane                            | 3UFC | Carmillon    | TATL          |                           |
| 831     | 310261/262 | 22 juin 2022      | L'Océane                            | 3UFC | Carmillon    | TATL          |                           |
| 832     | 310263/264 | 9 septembre 2022  | L'Océane                            | 3UFC | Carmillon    | TATL          |                           |
| 833     | 310265/266 | 29 septembre 2022 | L'Océane                            | 3UFC | Carmillon    | TATL          |                           |
| 834     | 310267/268 | 3 novembre 2022   | L'Océane                            | 3UFC | Carmillon    | TATL          |                           |
| 835     | 310269/270 | 25 novembre 2022  | L'Océane                            | 3UFC | Carmillon    | TATL          |                           |
| 836     | 310271/272 | 8 août 2019       | L'Océane                            | 3UFC | Carmillon    | TATL          |                           |
| 837     | 310273/274 | 27 septembre 2019 | L'Océane                            | 3UFC | Carmillon    | TATL          |                           |
| 838     | 310275/276 | 31 octobre 2019   | L'Océane                            | 3UFC | Carmillon    | TATL          |                           |
| 839     | 310277/278 | 29 novembre 2019  | L'Océane                            | 3UFC | Carmillon    | TATL          |                           |
| 840     | 310279/280 | 10 janvier 2020   | L'Océane                            | 3UFC | Carmillon    | TATL          |                           |
| 841     | 310281/282 | 20 février 2020   | L'Océane                            | 3UFC | Carmillon    | TATL          |                           |
| 842     | 310283/284 | 6 mars 2020       | L'Océane                            | 3UFC | Carmillon    | TATL          |                           |
| 843     | 310285/286 | 16 juin 2020      | L'Océane                            | 3UFC | Carmillon    | TATL          |                           |
| 844     | 310287/288 | 24 juillet 2020   | L'Océane                            | 3UFC | Carmillon    | TATL          |                           |
| 845     | 310289/290 | 7 août 2020       | L'Océane                            | 3UFC | Carmillon    | TATL          |                           |
| 846     | 310291/292 | 3 septembre 2020  | L'Océane                            | 3UFC | Carmillon    | TATL          |                           |
| 847     | 310293/294 | 22 octobre 2020   | L'Océane                            | 3UFC | Carmillon    | TATL          |                           |
| 848     | 310295/296 | 26 novembre 2020  | L'Océane                            | 3UFC | Carmillon    | TATL          |                           |
| 849     | 310297/298 | 18 décembre 2020  | L'Océane                            | 3UFC | Carmillon    | TATL          |                           |
| 850     | 310299/300 | 15 janvier 2021   | L'Océane                            | 3UFC | Carmillon    | TATL          |                           |
| 851     | 310301/302 | 21 octobre 2016   | L'Océane                            | 3UFC | Carmillon    | TATL          |                           |
| 852     | 310303/304 | 11 août 2016      | L'Océane                            | 3UFC | Carmillon    | TLL           |                           |
| 853     | 310305/306 | 11 août 2016      | L'Océane                            | 3UFC | Carmillon    | TLL           |                           |
| 854     | 310307/308 | 23 septembre 2016 | L'Océane                            | 3UFC | Carmillon    | TLL           |                           |
| 855     | 310309/310 | 14 octobre 2016   | L'Océane                            | 3UFC | Carmillon    | TLL           |                           |
| 856     | 310311/312 | 21 octobre 2016   | L'Océane                            | 3UFC | Carmillon    | TLL           |                           |
| 857     | 310313/314 | 18 novembre 2016  | L'Océane                            | 3UFC | Carmillon    | TLL           |                           |
| 858     | 310315/316 | 9 décembre 2016   | L'Océane                            | 3UFC | Carmillon    | TATL          |                           |
| 859     | 310317/318 | 10 janvier 2017   | L'Océane                            | 3UFC | Carmillon    | TATL          |                           |
| 860     | 310319/320 | 1er février 2017  | L'Océane                            | 3UFC | Carmillon    | TLL           |                           |
| 861     | 310321/322 | 21 février 2017   | L'Océane                            | 3UFC | Carmillon    | TLL           |                           |
| 862     | 310323/324 | 14 mars 2017      | L'Océane                            | 3UFC | Carmillon    | TLL           |                           |
| 863     | 310325/326 | 19 mai 2017       | L'Océane                            | 3UFC | Carmillon    | TATL          |                           |
| 864     | 310327/328 | 29 mai 2017       | L'Océane                            | 3UFC | Carmillon    | TATL          |                           |
| 865     | 310329/330 | 6 juin 2017       | L'Océane                            | 3UFC | Carmillon    | TLL           |                           |
| Morue 1 | 310331     | 28 mai 2014       |                                     | 3UF  | Carmillon    | TEE           |                           |
| Morue 2 | 310332     | Livrée            |                                     | 3UF  | Carmillon    | TATL          |                           |
| 867     | 310333/334 | 26 juin 2017      | L'Océane                            | 3UFC | Carmillon    | TLL           |                           |
| 868     | 310335/336 | 18 juillet 2017   | L'Océane                            | 3UFC | Carmillon    | TLL           |                           |
| 869     | 310337/338 | 17 août 2017      | L'Océane                            | 3UFC | Carmillon    | TLL           |                           |
| 870     | 310339/340 | 26 septembre 2017 | L'Océane                            | 3UFC | Carmillon    | TATL          |                           |
| 871     | 310341/342 | 21 novembre 2017  | L'Océane                            | 3UFC | Carmillon    | TATL          |                           |
| 872     | 310343/344 | 30 novembre 2017  | L'Océane                            | 3UFC | Carmillon    | TATL          |                           |
| 873     | 310345/346 | 19 décembre 2017  | L'Océane                            | 3UFC | Carmillon    | TATL          |                           |
| 874     | 310347/348 | 19 janvier 2018   | L'Océane                            | 3UFC | Carmillon    | TATL          |                           |
| 875     | 310349/350 | 19 février 2018   | L'Océane                            | 3UFC | Carmillon    | TATL          |                           |
| 876     | 310351/352 | 19 mars 2018      | L'Océane                            | 3UFC | Carmillon    | TATL          |                           |
| 877     | 310353/354 | 10 avril 2018     | L'Océane                            | 3UFC | Carmillon    | TATL          |                           |
| 878     | 310355/356 | 23 mai 2018       | L'Océane                            | 3UFC | Carmillon    | TATL          |                           |
| 879     | 310357/358 | 15 juin 2018      | L'Océane                            | 3UFC | Carmillon    | TATL          |                           |
| 880     | 310359/360 | 13 juillet 2018   | L'Océane                            | 3UFC | Carmillon    | TATL          |                           |
| 881     | 310361/362 | 3 août 2018       | L'Océane                            | 3UFC | Carmillon    | TATL          |                           |
| 882     | 310363/364 | 28 septembre 2018 | L'Océane                            | 3UFC | Carmillon    | TATL          |                           |
| 883     | 310365/366 | 2 novembre 2018   | L'Océane                            | 3UFC | Carmillon    | TATL          |                           |
| 884     | 310367/368 | 7 décembre 2018   | L'Océane                            | 3UFC | Carmillon    | TATL          |                           |
| 885     | 310369/370 | 11 janvier 2019   | L'Océane                            | 3UFC | Carmillon    | TATL          |                           |
| 886     | 310371/372 | 1er février 2019  | L'Océane                            | 3UFC | Carmillon    | TATL          |                           |
| 887     | 310373/374 | 28 février 2019   | L'Océane                            | 3UFC | Carmillon    | TATL          |                           |
| 888     | 310375/376 | 5 avril 2019      | L'Océane                            | 3UFC | Carmillon    | TATL          |                           |
| 889     | 310377/378 | 2 mai 2019        | L'Océane                            | 3UFC | Carmillon    | TATL          |                           |
| 890     | 310379/380 | 29 mai 2019       | L'Océane                            | 3UFC | Carmillon    | TATL          |                           |
| 891     | 310381/382 | 21 juin 2019      | L'Océane                            | 3UFC | Carmillon    | TATL          |                           |
| 892     | 310383/384 | 16 décembre 2022  | L'Océane                            | 3UFC | Carmillon    | TATL          |                           |
| 893     | 310385/386 | 14 avril 2023     | L'Océane                            | 3UFC | Carmillon    | TATL          | Dernière de la série 800. |

## Rames 900
La série 900 correspond aux rames de TGV Postal.
| Rame | Motrices                 | Mise en service                    | Radiation       | Livrée  | STF           | Batptême |
| ---- | ------------------------ | ---------------------------------- | --------------- | ------- | ------------- | -------- |
| 951  | 923001 923006 (ex-23075) | 1er octobre 1984 23 septembre 1993 | 23 octobre 2015 | Postale | Paris Sud-Est |          |
| 952  | 923003 923005            | 1er octobre 1984                   | 23 octobre 2015 | Postale | Paris Sud-Est |          |
| 953  | 923002 923004            | 1er octobre 1984                   | 23 octobre 2015 | Postale | Paris Sud-Est |          |
| 954  | 923007 (ex-23076)        | 23 septembre 1993                  | 23 octobre 2015 | Postale | Paris Sud-Est |          |

## Rames 3000
La série 3000 correspond aux rames de TGV TMST appartenant à l'Eurostar UK Limited (EUKL), filiale de London and Continental Railways.
| Rame               | Motrices   | Mise en service  | Radiation                                        | Livrée | Dépôt        | Baptême (date)                                               |
| ------------------ | ---------- | ---------------- | ------------------------------------------------ | ------ | ------------ | ------------------------------------------------------------ |
| 3001/3002          | 373001/002 | 28 janvier 1993  | Rénovation 1 : 2015 Radiation : 16 mars 2018     | TMST   | Temple Mills | 3001 : Tread Lightly ; 3002 : Voyage Vert (14 novembre 2007) |
| 3003/3004          | 373004/004 | /                | Rénovation 1 : 2015 Radiation : 15 décembre 2016 | TMST   | Temple Mills | Tri-City-Athlon (14 septembre 2010)                          |
| 3005/3006          | 373005/006 | /                | Rénovation 1 : 2015 Radiation : 27 octobre 2016  | TMST   | Temple Mills | /                                                            |
| 3007/3008          | 373007/008 | /                | Rénovation 2 : 2015,                             | e300   | Temple Mills | Waterloo Sunset (13 novembre 2007)                           |
| 3009/3010          | 373009/010 | /                | Rénovation 1 : 2005 Radiation : 19 janvier 2018  | TMST   | Temple Mills | Remembering Fromelles (19 juillet 2010)                      |
| 3011/3012          | 373011/012 | /                | Rénovation 1 : 2005 Radiation : 17 février 2018  | TMST   | Temple Mills |                                                              |
| 3013/3014          | 373013/014 | /                | Rénovation 1 : 2015 Radiation : décembre 2015    | TMST   | Temple Mills | JO 2012 (6 juillet 2005)                                     |
| 3015/3016          | 373015/016 | /                | Rénovation 2 : 2015                              | e300   | Temple Mills | Rame surnommée « la Diva »                                   |
| 3017/3018          | 373017/018 | /                | Rénovation 1 : 2005 Radiation : décembre 2015    | TMST   | Temple Mills | 70e anniversaire de l'appel du 18 Juin (18 juin 2010)        |
| 3019/3020          | 373019/020 | /                | Rénovation 1 : 2005 Radiation : décembre 2015    | TMST   | Temple Mills |                                                              |
| 3021/3022          | 373021/022 | /                | Rénovation 1 : 2005 Radiation : inconnu          | TMST   | Temple Mills |                                                              |
| Motrice de réserve | 373999     | 2 septembre 1996 | Rénovation 2 : 2015                              | e300   | Temple Mills |                                                              |

## Rames 3100
La série 3100 correspond aux rames de TGV TMST appartenant à la SNCB.
| Rame      | Motrices   | Mise en service | Radiation                                  | Rénovation          | Livrée | Dépôt        | Baptême (date) | Commentaires |
| --------- | ---------- | --------------- | ------------------------------------------ | ------------------- | ------ | ------------ | -------------- | --- |
| 3101/3102 | 373101/102 | /               | 8 août 2017 (373101) 17 août 2017 (373102) | /                   | TMST   | Temple Mills | /              | Motrices données au National College for High Speed Rail, à Doncaster (373101) et Birmingham (373102). |
| 3103/3104 | 373103/104 | /               | 24 novembre 2017                           | Rénovation 1 (2005) | TMST   | Temple Mills | /              | / |
| 3105/3106 | 373105/106 | /               | 8 février 2017                             | Rénovation 1 (2005) | TMST   | Temple Mills | /              | Accidentée sur LGV le 19/02/2016, à hauteur d'Aubechies (Belgique), à la suite de la pose intentionnelle d'un bloc de béton sur la voie. Démolie en 2019 ; motrice et voiture de tête de la demi-rame 3106 préservées par le musée Train World. |
| 3107/3108 | 373107/108 | /               | 1er février 2017                           | Rénovation 1 (2005) | TMST   | Temple Mills | /              | / |

## Rames 3200
La série 3200 correspond aux rames de TGV TMST appartenant à la SNCF.
| Rame      | Motrices   | Mise en service                            | Radiation         | Rénovation          | Livrée | Dépôt        | Baptême (date)                 | Commentaires |
| --------- | ---------- | ------------------------------------------ | ----------------- | ------------------- | ------ | ------------ | ------------------------------ | --- |
| 3201/3202 | 373201/202 | 15 août 1993                               | 25 mai 2018       | Rénovation 1 (2005) | TMST   | Temple Mills | /                              | / |
| 3203/3204 | 373203/204 | 24 septembre 1993                          | 23 septembre 2014 | /                   | TGV    | Le Landy     | /                              | Motrices d'origine radiées, tronçon rénové e300 (renuméroté 3211/3212). Ancienne rame TM (TransManche) exploitée par SNCF. |
| 3205/3206 | 373205/206 | 15 janvier 1993                            | /                 | Rénovation 2 (2015) | e300   | Temple Mills | /                              | Sixième rame rénovée e300.                                                                                                 |
| 3207/3208 | 373207/208 | 12 janvier 1994                            | 1er avril 2016    | Rénovation 1 (2005) | TMST   | Temple Mills | Michel Hollard(27 avril 2004)  | Motrice 373207 (demi-rame 3207) : incendie sur LGV le 24/01/2016, obligeant à un arrêt de secours près de Mory (62).       |
| 3209/3210 | 373209/210 | 11 avril 1994                              | /                 | Rénovation 2 (2015) | e300   | Temple Mills | The Da Vinci Code(16 mai 2006) | Huitième rame rénovée e300.                                                                                                |
| 3211/3212 | 373211/212 | 12 avril 1994                              | /                 | Rénovation 2 (2015) | e300   | Temple Mills | /                              | Deuxième rame rénovée e300 (ancien tronçon 3203/3204).                                                                     |
| 3213/3224 | 373213/224 | 3213 : 20 mars 1994 3224 : 19 octobre 1994 | 10 janvier 2021   | Thalys Izy (2018)   | Izy    | Temple Mills | /                              | Rame affectée au service Izy, au SA 2019.                                                                                  |
| 3215/3216 | 373215/216 | 26 avril 1994                              | GBE               | Rénovation 1 (2005) | TMST   | Temple Mills | /                              | Stockée à Temple Mills. Donneuse de pièces.                                                                                |
| 3217/3218 | 373217/218 | 13 mai 1994                                | GBE               | Rénovation 1 (2005) | TMST   | Temple Mills | /                              | Stockée à Temple Mills. |
| 3219/3220 | 373219/220 | 7 juin 1994                                | /                 | Rénovation 2 (2015) | e300   | Temple Mills | /                              | Troisième rame rénovée e300.                                                                                               |
| 3221/3222 | 373221/222 | 8 septembre 1994                           | /                 | Rénovation 2 (2015) | e300   | Temple Mills | /                              | Cinquième rame rénovée e300.                                                                                               |
| 3223/3214 | 373223/214 | 3223 : 19 octobre 1994 3214 : 20 mars 1994 | 4 décembre 2020   | Rénovation 1 (2005) | TMST   | Temple Mills | /                              | / |
| 3225/3226 | 373225/226 | 3 mars 1995                                | 13 décembre 2014  | /                   | TGV    | Le Landy     | /                              | Rame TM (TransManche) exploitée par SNCF.                                                                                  |
| 3227/3228 | 373227/228 | 19 mai 1995                                | 13 décembre 2014  | /                   | TGV    | Le Landy     | /                              | Rame TM (TransManche) exploitée par SNCF.                                                                                  |
| 3229/3230 | 373229/230 | 30 juin 1995                               | /                 | Rénovation 2 (2015) | e300   | Temple Mills | /                              | Quatrième rame rénovée e300.                                                                                               |
| 3231/3232 | 373231/232 | 25 avril 1995                              | 12 mai 2017       | Rénovation 1 (2005) | TMST   | Temple Mills | /                              | / |

## Rames 4300
La série 4300 correspond aux rames de TGV PBKA.
| Rame | Motrices    | Mise en service  | Radiation | Livrée      | Dépôt  | Baptême |
| ---- | ----------- | ---------------- | --------- | ----------- | ------ | ------- |
| 4301 | 43010 43019 | /                | /         | Thalys      | Forest |         |
| 4302 | 43020 43029 | /                | /         | Thalys Ruby | Forest |         |
| 4303 | 43030 43039 | /                | /         | Thalys      | Forest |         |
| 4304 | 43040 43049 | /                | /         | Thalys      | Forest |         |
| 4305 | 43050 43059 | /                | /         | Thalys      | Forest |         |
| 4306 | 43060 43069 | /                | /         | Thalys      | Forest |         |
| 4307 | 43070 43079 | /                | /         | Thalys      | Forest |         |
| 4321 | 43210 43219 | /                | /         | Thalys      | Forest |         |
| 4322 | 43220 43229 | /                | /         | Thalys      | Forest |         |
| 4331 | 43310 43319 | /                | /         | Thalys      | Forest |         |
| 4332 | 43320 43329 | /                | /         | Thalys      | Forest |         |
| 4341 | 43410 43419 | 20 juin 1996     | /         | Thalys Ruby | Forest |         |
| 4342 | 43420 43429 | 30 mai 1997      | /         | Thalys Ruby | Forest |         |
| 4343 | 43430 43439 | 30 mai 1997      | /         | Thalys      | Forest |         |
| 4344 | 43440 43449 | 11 juillet 1997  | /         | Thalys      | Forest |         |
| 4345 | 43450 43459 | 1er août 1997    | /         | Thalys      | Forest |         |
| 4346 | 43460 43469 | 21 novembre 1997 | /         | Thalys Ruby | Forest |         |

## Rames 4400
La série 4400 correspond aux rames de TGV POS.
| Rame | Motrices   | Mise en service   | Radiation                                 | Origine tronçons TGV Réseau, | Livrée             | STF               | Baptême                                             |
| ---- | ---------- | ----------------- | ----------------------------------------- | ---------------------------- | ------------------ | ----------------- | --------------------------------------------------- |
| 4401 | 384001/002 | 25 octobre 2006   | devenue 722 (motrices) et 554 (remorques) | 515                          | Carmillon          | STF TGV Nord      |                                                     |
| 4402 | 384003/004 | 25 octobre 2006   | devenue 723 (motrices) et 555 (remorques) | 530                          | Carmillon / Record | STF TGV Nord      |                                                     |
| 4403 | 384005/006 | 17 octobre 2006   | devenue 734 (motrices) et 570 (remorques) | 516                          | Carmillon          | STF TGV Nord      | Saverne / Donaueschingen (28 novembre 2009)         |
| 4404 | 384007/008 | 27 novembre 2006  | /                                         | 517                          | Carmillon          | STF TGV Nord      |                                                     |
| 4405 | 384009/010 | 28 décembre 2006  | devenue 725 (motrices) et 561 (remorques) | 519                          | Carmillon          | STF TGV Nord      |                                                     |
| 4406 | 384011/012 | 26 février 2007   | devenue 721 (motrices) et 560 (remorques) | 520                          | Carmillon          | STF TGV Paris Est | Basel (9 juin 2007)                                 |
| 4407 | 384013/014 | 14 février 2007   | devenue 726 (motrices) et 562 (remorques) | 522                          | Carmillon          | STF TGV Nord      |                                                     |
| 4408 | 384015/016 | 1er mars 2007     | devenue 728 (motrices) et 564 (remorques) | 526                          | Carmillon          | STF TGV Nord      | Chessy (report de la 526)                           |
| 4409 | 384017/018 | 21 mars 2007      | devenue 729 (motrices) et 565 (remorques) | 532                          | Carmillon          | STF TGV Nord      | Conseil Général du Val-d'Oise (report de la 532)    |
| 4410 | 384019/020 | 5 avril 2007      | /                                         | 524                          | Carmillon          | STF TGV Nord      | Arnouville-lès-Gonesse / Gonesse (report de la 524) |
| 4411 | 384021/022 | 20 avril 2007     | devenue 730 (motrices) et 566 (remorques) | 525                          | Carmillon          | STF TGV Nord      |                                                     |
| 4412 | 384023/024 | 18 septembre 2007 | devenue 731 (motrices) et 567 (remorques) | 521                          | Carmillon          | STF TGV Nord      | Tourcoing (report de la 521)                        |
| 4413 | 384025/026 | 24 mai 2007       | devenue 735 (motrices) et 571 (remorques) | 527                          | Carmillon          | STF TGV Nord      | Saint-Omer (report de la 527)                       |
| 4414 | 384027/028 | 13 juillet 2007   | /                                         | 528                          | Carmillon          | STF TGV Nord      |                                                     |
| 4415 | 384029/030 | 8 août 2007       | devenue 732 (motrices) et 568 (remorques) | 529                          | Carmillon          | STF TGV Nord      |                                                     |
| 4416 | 384031/032 | 4 octobre 2007    | devenue 736 (motrices) et 572 (remorques) | 518                          | Carmillon          | STF TGV Nord      |                                                     |
| 4417 | 384033/034 | 26 octobre 2007   | devenue 727 (motrices) et 563 (remorques) | 523                          | Carmillon          | STF TGV Paris Est |                                                     |
| 4418 | 384035/036 | 26 novembre 2007  | /                                         | 531                          | Carmillon          | STF TGV Nord      |                                                     |
| 4419 | 384037/038 | 20 décembre 2007  | /                                         | 533                          | Carmillon          | STF TGV Nord      | Tournan-en-Brie (report de la 533)                  |

## Rames 4500
La série 4500 correspond aux rames de TGV Réseau tricourant.
| Rame | Motrices   | Mise en service   | Radiation ou remarque                      | Devenues motrices Réseau Duplex | Devenu tronçon TGV Réseau bi. | Livrée    | STF              | Baptême                               |
| ---- | ---------- | ----------------- | ------------------------------------------ | ------------------------------- | ----------------------------- | --------- | ---------------- | ------------------------------------- |
| 4501 | 380001/002 | 23 mars 1993      | /                                          | /                               | /                             | Carmillon | Sud-Est Européen |                                       |
| 4502 | 380003/004 | 9 mai 1994        | /                                          | /                               | /                             | Carmillon | Sud-Est Européen |                                       |
| 4503 | 380005/006 | 27 mai 1994       | /                                          | /                               | /                             | Carmillon | Sud-Est Européen |                                       |
| 4504 | 380007/008 | 6 juillet 1994    | /                                          | /                               | /                             | Carmillon | Sud-Est Européen |                                       |
| 4505 | 380009/010 | 12 juillet 1994   | /                                          | /                               | /                             | Carmillon | Sud-Est Européen |                                       |
| 4506 | 380011/012 | 20 juillet 1994   | /                                          | /                               | /                             | Carmillon | Sud-Est Européen |                                       |
| 4507 | 380013/014 | 29 août 1994      | 24 juillet 2007                            | Ex 613                          | 551                           | Lacroix   | Le Landy         |                                       |
| 4508 | 380015/016 | 9 septembre 1994  | 13 août 2007                               | 614                             | 552                           | Lacroix   | Le Landy         |                                       |
| 4509 | 380017/018 | 26 septembre 1994 | 2007                                       | 615                             | 553                           | Lacroix   | Le Landy         |                                       |
| 4510 | 380019/020 | 31 octobre 1994   | /                                          | /                               | /                             | Carmillon | Forest (B)       |                                       |
| 4511 | 380021/022 | 3 novembre 1994   | /                                          | /                               | /                             | Carmillon | Forest (B)       | Villeneuve-d'Ascq (27 septembre 1997) |
| 4512 | 380023/024 | 10 novembre 1994  | /                                          | /                               | /                             | Carmillon | Forest (B)       |                                       |
| 4513 | 380025/026 | 13 décembre 1994  | /                                          | /                               | /                             | Carmillon | Forest (B)       |                                       |
| 4514 | 380027/028 | 30 décembre 1994  | /                                          | /                               | /                             | Carmillon | Forest (B)       |                                       |
| 4515 | 380029/030 | 13 janvier 1995   | /                                          | /                               | /                             | Carmillon | Forest (B)       |                                       |
| 4516 | 380031/032 | 30 janvier 1995   | /                                          | /                               | /                             | Carmillon | Forest (B)       |                                       |
| 4517 | 380033/034 | 14 février 1995   | /                                          | /                               | /                             | Carmillon | Forest (B)       |                                       |
| 4518 | 380035/036 | 3 mars 1995       | /                                          | /                               | /                             | Carmillon | Forest (B)       |                                       |
| 4519 | 380037/038 | 3 avril 1995      | /                                          | /                               | /                             | Carmillon | Forest (B)       |                                       |
| 4520 | 380039/040 | 12 avril 1995     | /                                          | /                               | /                             | Carmillon | Forest (B)       |                                       |
| 4521 | 380041/042 | 20 avril 1995     | Accidenté : En cours de réparation         | /                               | /                             | Carmillon | Forest (B)       |                                       |
| 4522 | 380043/044 | 19 mai 1995       | /                                          | /                               | /                             | Carmillon | Le Landy         |                                       |
| 4523 | 380045/046 | 23 mai 1995       | /                                          | /                               | /                             | Carmillon | Le Landy         |                                       |
| 4524 | 380047/048 | 19 juin 1995      | /                                          | /                               | /                             | Carmillon | Forest (B)       |                                       |
| 4525 | 380049/050 | 30 juin 1995      | /                                          | /                               | /                             | Carmillon | Forest (B)       |                                       |
| 4526 | 380051/052 | 13 juillet 1995   | /                                          | /                               | /                             | Carmillon | Forest (B)       |                                       |
| 4527 | 380053/054 | 8 août 1995       | /                                          | /                               | /                             | Carmillon | Le Landy         |                                       |
| 4528 | 380055/056 | 23 août 1995      | /                                          | /                               | /                             | Carmillon | Le Landy         |                                       |
| 4529 | 380057/058 | 5 octobre 1995    | /                                          | /                               | /                             | Carmillon | Le Landy         |                                       |
| 4530 | 380059/060 | 15 novembre 1995  | Modifiée en rame d'essais à grande vitesse | /                               | /                             | Vigirail  | Le Landy         | TGV IRIS 320                          |
| 4531 | 380061/062 | 19 octobre 1995   | 23 juillet 2008 (renumérotation en 4551)   | /                               | /                             | Thalys    | Le Landy         |                                       |
| 4532 | 380063/064 | 28 novembre 1995  | /                                          | /                               | /                             | Thalys    | Forest (B)       |                                       |
| 4533 | 380065/066 | 4 janvier 1996    | /                                          | /                               | /                             | Thalys    | Forest (B)       |                                       |
| 4534 | 380067/068 | 9 janvier 1996    | /                                          | /                               | /                             | Thalys    | Forest (B)       |                                       |
| 4535 | 380069/070 | 15 janvier 1996   | /                                          | /                               | /                             | Thalys    | Forest (B)       |                                       |
| 4536 | 380071/072 | 24 janvier 1996   | /                                          | /                               | /                             | Thalys    | Forest (B)       |                                       |
| 4537 | 380073/074 | 13 février 1996   | /                                          | /                               | /                             | Thalys    | Forest (B)       |                                       |
| 4538 | 380075/076 | 2 février 1996    | /                                          | /                               | /                             | Thalys    | Forest (B)       |                                       |
| 4539 | 380077/078 | 16 février 1996   | /                                          | /                               | /                             | Thalys    | Forest (B)       |                                       |
| 4540 | 380079/080 | 19 février 1996   | /                                          | /                               | /                             | Thalys    | Forest (B)       |                                       |
| 4551 | 380061/062 | 23 juillet 2008   | Renumérotation ex-rame 4531                | /                               | /                             | Carmillon | Le Landy         |                                       |
| /    | 380081     | 25 avril 1996     | Motrice de réserve tricourant              | /                               | /                             | Carmillon | Le Landy         |                                       |

## Rames 4700
La série 4700 correspond aux rames de TGV Euroduplex (2N2) de type 3UA.
| Rame | Motrices   | Mise en service   | Radiation | Livrée     | STF               | Baptême                  |
| ---- | ---------- | ----------------- | --------- | ---------- | ----------------- | ------------------------ |
| 4701 | 310001/002 | 11 février 2015   |           | Carmillon  | STF TGV Paris Est |                          |
| 4702 | 310003/004 | 2 juillet 2014    |           | Carmillon  | STF TGV Paris Est |                          |
| 4703 | 310005/006 | 31 mai 2011       |           | Carmillon  | STF TGV Paris Est |                          |
| 4704 | 310007/008 | 10 août 2011      |           | Carmillon  | STF TGV Paris Est |                          |
| 4705 | 310009/010 | 13 octobre 2011   |           | Carmillon  | STF TGV Paris Est |                          |
| 4706 | 310011/012 | 27 octobre 2011   |           | Carmillon  | STF TGV Paris Est |                          |
| 4707 | 310013/014 | 16 novembre 2011  |           | Carmillon  | STF TGV Paris Est |                          |
| 4708 | 310015/016 | 14 décembre 2011  |           | Carmillon  | STF TGV Paris Est |                          |
| 4709 | 310017/018 | 20 janvier 2012   |           | Carmillon  | STF TGV Paris Est |                          |
| 4710 | 310019/020 | 15 février 2012   |           | Carmillon  | STF TGV Paris Est |                          |
| 4711 | 310021/022 | 8 mars 2012       |           | Carmillon  | STF TGV Paris Est |                          |
| 4712 | 310023/024 | 30 mars 2012      |           | Carmillon  | STF TGV Paris Est |                          |
| 4713 | 310025/026 | 23 avril 2012     |           | Carmillon  | STF TGV Paris Est |                          |
| 4714 | 310027/028 | 23 mai 2012       |           | Carmillon  | STF TGV Paris Est |                          |
| 4715 | 310029/030 | 11 juin 2012      |           | Carmillon  | STF TGV Paris Est |                          |
| 4716 | 310031/032 | 2 juillet 2012    |           | Lyria 2020 | STF TGV 2 Niveaux |                          |
| 4717 | 310033/034 | 27 juillet 2012   |           | Lyria 2020 | STF TGV 2 Niveaux |                          |
| 4718 | 310035/036 | 12 septembre 2012 |           | Lyria 2020 | STF TGV 2 Niveaux |                          |
| 4719 | 310037/038 | 8 octobre 2012    |           | Lyria 2020 | STF TGV 2 Niveaux |                          |
| 4720 | 310039/040 | 26 octobre 2012   |           | Lyria 2020 | STF TGV 2 Niveaux |                          |
| 4721 | 310041/042 | 27 novembre 2012  |           | Lyria 2020 | STF TGV 2 Niveaux |                          |
| 4722 | 310043/044 | 27 décembre 2012  |           | Lyria 2020 | STF TGV 2 Niveaux |                          |
| 4723 | 310045/046 | 14 janvier 2013   |           | Lyria 2020 | STF TGV 2 Niveaux |                          |
| 4724 | 310047/048 | 28 octobre 2013   |           | Lyria 2020 | STF TGV 2 Niveaux | Genève (20 octobre 2021) |
| 4725 | 310049/050 | 25 novembre 2013  |           | Lyria 2020 | STF TGV 2 Niveaux |                          |
| 4726 | 310051/052 | 11 décembre 2013  |           | Lyria 2020 | STF TGV 2 Niveaux |                          |
| 4727 | 310053/054 | 20 décembre 2013  |           | Lyria 2020 | STF TGV 2 Niveaux |                          |
| 4728 | 310055/056 | 29 janvier 2014   |           | Lyria 2020 | STF TGV 2 Niveaux |                          |
| 4729 | 310057/058 | 19 février 2014   |           | Lyria 2020 | STF TGV 2 Niveaux |                          |
| 4730 | 310059/060 | 12 mars 2014      |           | Lyria 2020 | STF TGV 2 Niveaux |                          |

- La rame 4707 avait circulé avec la motrice de réserve 2N2 310331 en position impaire, en attendant la nouvelles motrices sortie d'usine en avril 2024. Elle à repris le numéro 310013 avec la plaque constructeur d'origine de 2011. C'est à cause du déraillement survenu le 7 mars 2020 à Ingenheim.